# 東芝
株式会社東芝（とうしば、英語: TOSHIBA CORPORATION）は、神奈川県川崎市幸区に本社を置く、エネルギーシステム、インフラシステム、電子機器、デジタルソリューションなどを主要事業とする日本の電機メーカーである。
2015年の不適切会計事件をきっかけに経営危機に陥り、大規模な事業再編が行われた。2017年に電池事業などの部門を除いて各事業の分社化・子会社化を完了させており、事実上の事業持株会社に近い形態となっている。2023年12月に上場廃止となった。

## 概説

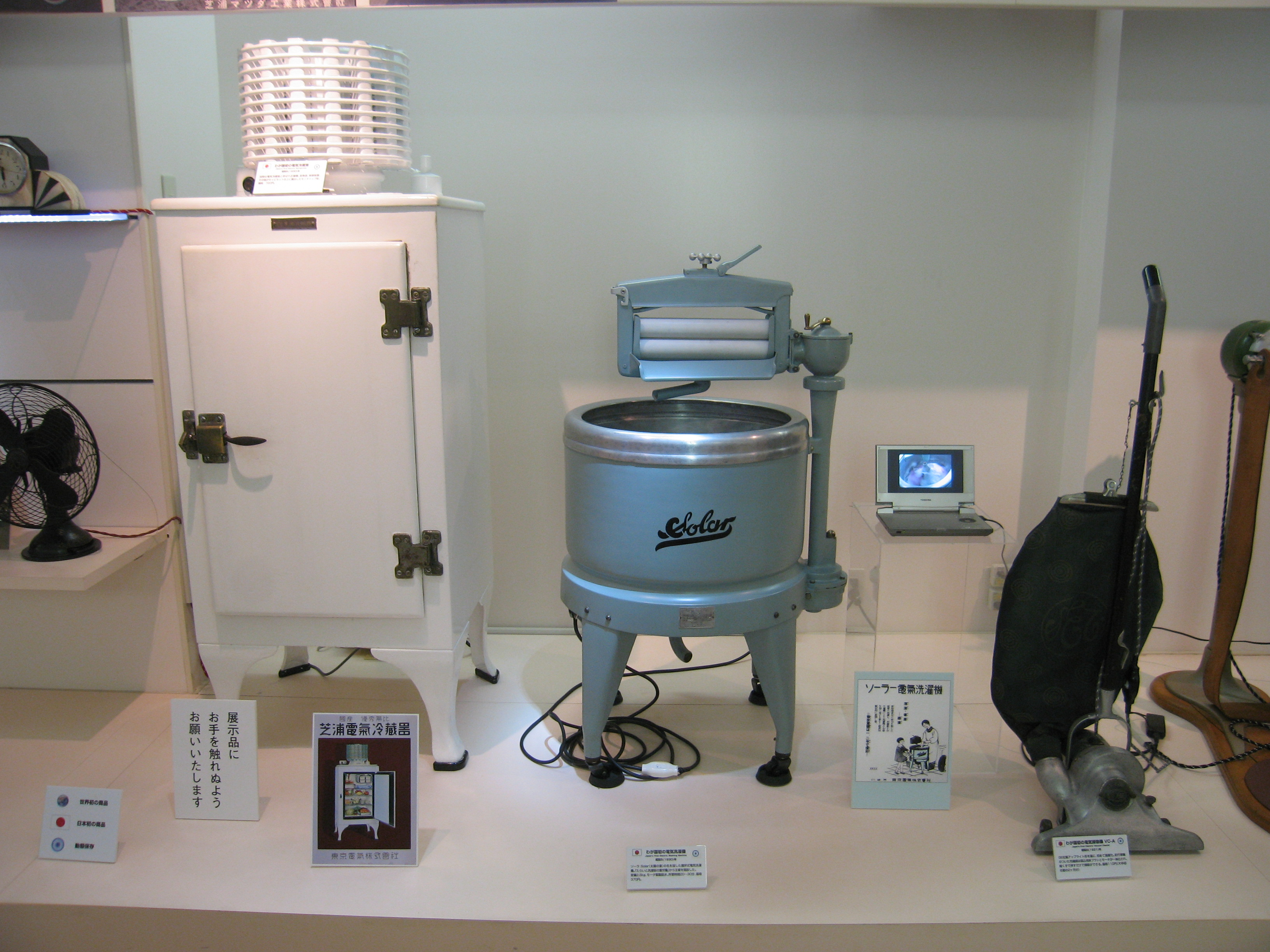
国産一号機の冷蔵庫、洗濯機、掃除機 （東芝科学館）

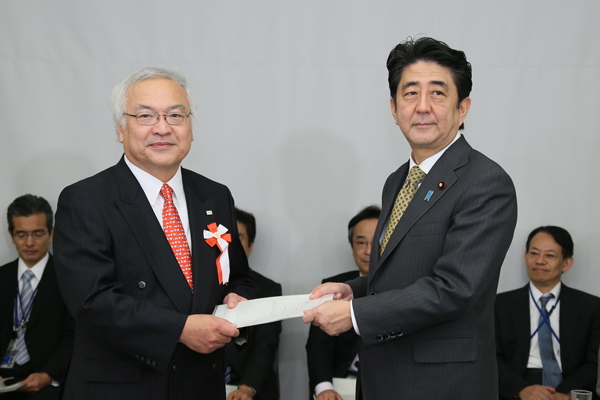
第16代東芝社長佐々木則夫（左）は内閣総理大臣安倍晋三（右）から任命され内閣府経済財政諮問会議議員を務めた

社名は、旧社名の「東京芝浦電気」の略である。かつては東京都港区芝浦の浜松町ビルディング（旧東芝ビルディング）に浜松町本社事務所を、神奈川県川崎市幸区のラゾーナ川崎東芝ビルに川崎本社事務所を置く2本社体制であったが、2025年8月1日に社名の由来である港区芝浦からは撤退した。
東芝は製品の製造からサービスに至るまでの間に、多岐に渡る子会社や関連会社を形成しており、東芝グループの中核に位置する巨大企業である。東芝はかつてテレビや家電製品、携帯電話、パソコンなど消費者向け製品でも事業展開していたが、現在はコンシューマ商品から撤退し電子部品（HDDなど）・原子炉・重電機・軍事機器・鉄道車両など、企業間取引による重工業分野へ重点的に事業展開をしている。
冷蔵庫・洗濯機・掃除機・電子レンジ・炊飯器など、家電製品の国産化第1号の製品が多く白物家電の日本におけるパイオニアであった。しかし2015年の不適切会計による経営不振発覚を契機に、主力事業としていたBtoC事業の白物家電事業、テレビ、パソコン事業及び医療機器事業、メモリ事業を中国企業などに売却し、社会インフラを中心とするBtoB事業を中心としたメーカーに転換した。
電機メーカーとしては、最初に委員会設置会社に移行した企業でもある（移行した2003年当時は、委員会等設置会社。現在の指名委員会等設置会社）。委員会設置会社となってからは、会長は代表権を有さない取締役会長となっていたが、2016年6月より代表執行役会長を新設した。
歴代の社長ら役員は、財界活動に積極的であることも知られている。石坂泰三（第4代社長）と土光敏夫（第6代社長）が経済団体連合会会長に就任し、岡村正（第14代社長）が日本商工会議所会頭に就任するなど、財界四団体のトップを輩出している。そのほか、西室泰三（第13代社長）は日本経済団体連合会のナンバー2である評議員会議長に就任し、佐々木則夫（第16代社長）が現役社長の頃から内閣府経済財政諮問会議議員に就任するなど、日本の政財界に強い影響力を及ぼしている。特に石坂泰三は「財界総理」との異名を持つほどの影響力を誇り、東芝が財界で重きをなす礎を築いた。
東芝は、三井グループの構成企業であり、二木会（三井グループ傘下各社の社長会）、月曜会（三井グループ各社の役員間の相互親睦と情報交換を目的とする会合）、三井業際研究所、綱町三井倶楽部に加盟している。
2021年4月7日、イギリスの投資ファンド・CVC キャピタル・パートナーズからの買収が提案されていることが報じられた。これが実行されれば、東芝の株式は上場廃止となる。この件への対応などをめぐり、幹部級社員の半分が車谷暢昭社長の不信任を考えているとの社内調査結果が報道機関にリークされ、14日午前の臨時取締役会で同社長は辞任を表明した。
2023年3月23日15時頃、日本国内の投資ファンドである日本産業パートナーズ（JIP）が設立した特定目的会社である「TBJH株式会社」(後のTBJH合同会社）による非上場化を前提としたTOB形式での買収案の受け入れを取締役会で決議したと日本経済新聞などのメディアが一斉に報じ、同日午後7時30分頃に買収案の受け入れとTOBの実施について同社から正式に発表があった。
これを受け東京証券取引所と名古屋証券取引所は、同社の株式を上場廃止の恐れがある「監理銘柄」に指定した。TBJH合同会社は1株4620円でTOBを実施し、同年9月27日をもって株式の78.65%を取得することとなった。同年12月20日をもって株式上場を廃止した。
2024年5月16日、 国内のグループ全体の社員を対象に最大4千人の早期希望退職募集を発表した。

## 歴史

### 創業
創業者の、初代田中久重（1799年 - 1881年）は、からくり人形「弓曳童子」や和時計「万年時計（万年自鳴鐘）」などを開発したことから、「からくり儀右衛門」として知られる。初代久重が東京・銀座に工場（諸器械製造所）を興し、弟子であり養子の田中大吉（後の2代目久重（1846年 - 1905年）が東京・芝浦に移転させた。この工場の技術者の中に、後の沖電気工業創業者・沖牙太郎や池貝創業者・池貝庄太郎、宮田工業創業者・宮田栄助らがいた。

### 沿革
1875年

筆記体「Toshiba」ロゴ（傘マーク）

横長「TOSHIBA」ロゴ

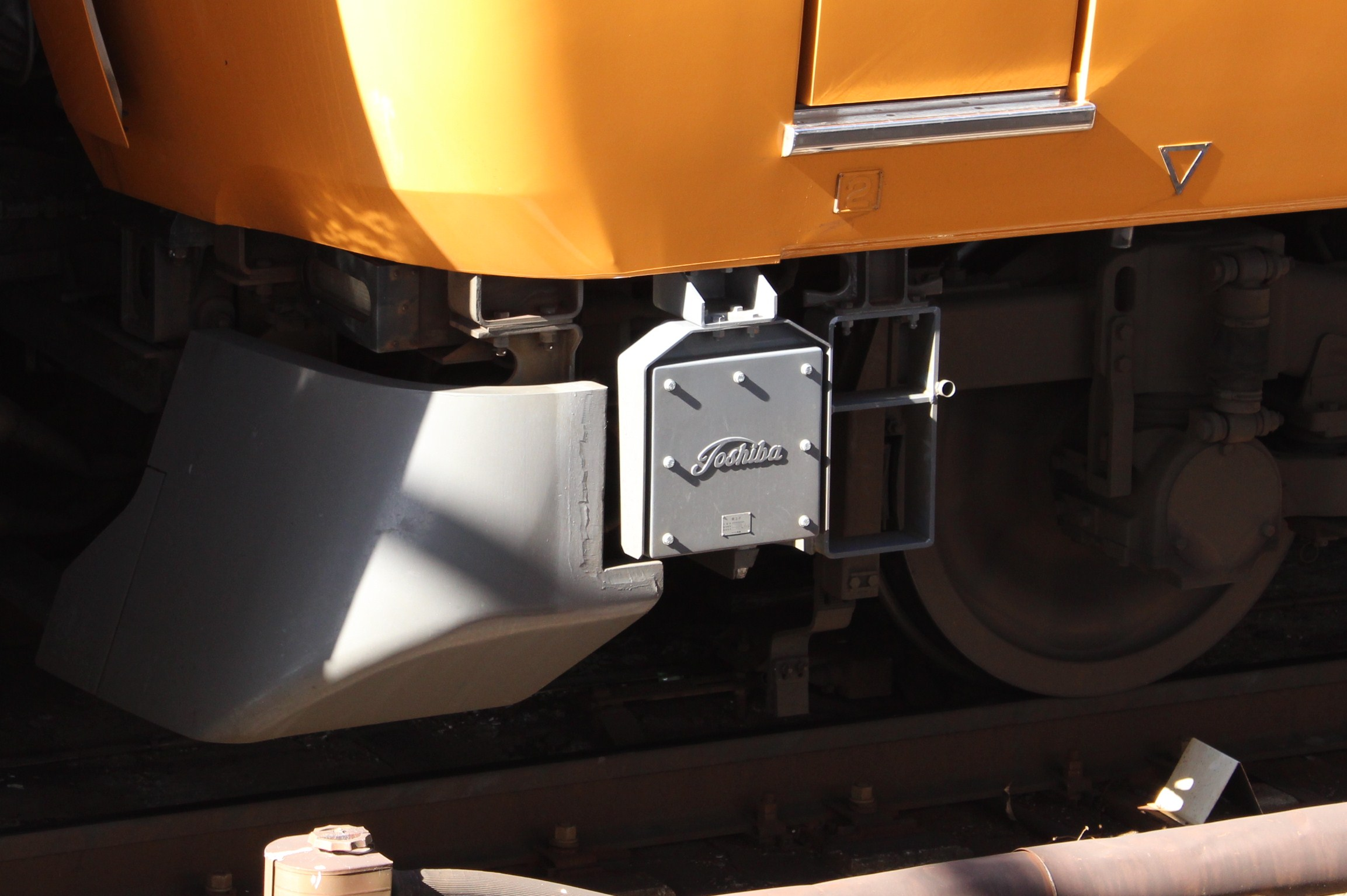
現在でも使用されている「傘マーク」。これは阪神用列車種類選別装置用車上子で、阪神の車両のほかに相互直通で使用されている近鉄と山陽の車両にも使用されている。この車両は近鉄22600系。

- 初代田中久重が東京・銀座に電信機工場を創設。

1882年
- 田中大吉（後の2代目田中久重）が東京・芝浦に「田中製造所」を設立。

1890年
- 藤岡市助、三吉正一が東京・京橋に「合資会社白熱舎」を創設、日本で最初の一般家庭向け白熱電球の生産を開始する。追従する他社を寄せ付けず市場をほぼ独占していた[15]。

1893年
- 三井財閥より藤山雷太を招聘し、田中製作所から「芝浦製作所」として再スタート[16]。

1896年
- 合資会社白熱舎が「東京白熱電燈球製造株式会社」に社名変更。

1899年
- 東京白熱電燈球製造株式会社が「東京電気株式会社」に社名変更。

1904年
- 芝浦製作所が会社組織となり「株式会社芝浦製作所」設立[17]。

1939年
- 重電メーカーの株式会社芝浦製作所が軽電メーカーの東京電気株式会社を合併し、東京芝浦電気株式会社に商号変更。

1949年
- 石坂泰三が社長に就任。株式上場。

1950年
- 過度経済力集中排除法の適用を受け、網干工場が西芝電機として分離独立。
- 5月 筆記体の“Toshiba”マーク（東芝傘マーク、傘ロゴ）を制定[18]。全東芝を表す場合と、家庭電気器具に使用。

1956年

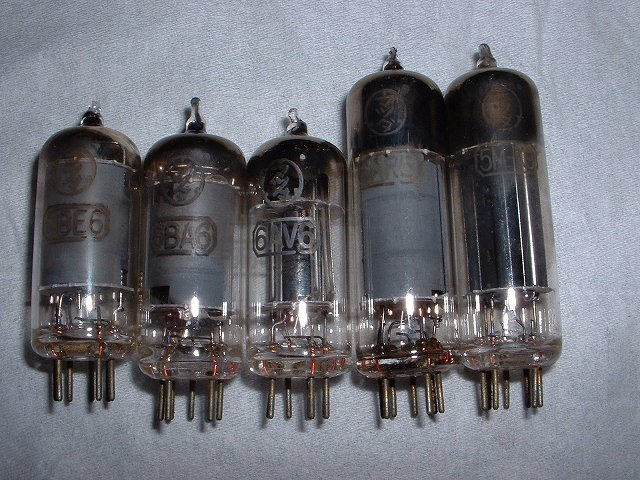
1955年頃の「マツダ」ブランドのラジオ用真空管

- 12月 ラジオ東京テレビ（KRテレビ。現在のTBSテレビ）で東芝単独提供によるテレビドラマ「東芝日曜劇場」の放送を開始。

1960年
- レコード会社 東芝音楽工業（→ 東芝EMI株式会社 → EMIミュージック・ジャパン → ユニバーサル ミュージック合同会社 EMIレコーズ・ジャパンレーベル → ユニバーサル ミュージック合同会社 EMI Rレーベル）を設立。

1962年
- 電球の、東京電気以来の「マツダ」ブランドを廃止（標準電球除く）、「東芝ランプ」に統一。

1965年
- 土光敏夫が社長に就任。

1968年

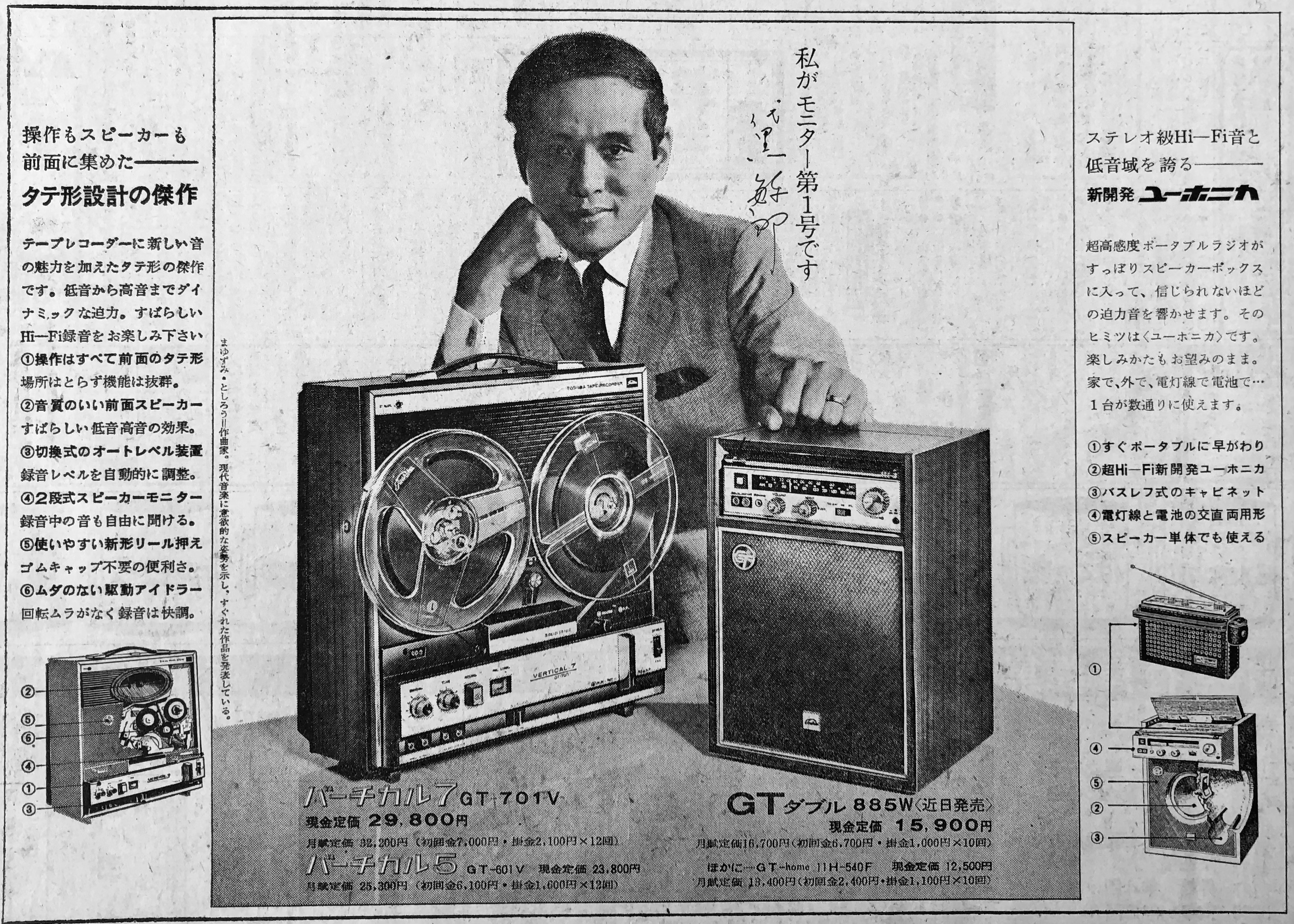
テープレコーダー、ラジオ、スピーカーの新聞広告（1967年）

- 12月10日 府中工場の従業員4523人に支給されるボーナスが、日本信託銀行国分寺支店の行員が工場へ運搬する途中に奪取される（三億円事件）。

1969年
- 2月「東芝傘マーク」を書きやすい形状に部分修正し、方形の背景に白抜き表示を開始[注 1]。 このロゴは平成初期頃まで一部家電に現在の東芝ロゴと併用されていた。
- 10月 フジテレビ系列で東芝一社提供によるテレビアニメ『サザエさん』の放送を開始。
- 11月 「東芝傘マーク」が世界の一部の国で誤読を招いた（「Joshiba」と勘違いされた）ことから、現在の「東芝ロゴ」（サンセリフ系）を扁平（平体）にしたような形状のロゴの併用を開始[17]。

1973年
- 高級オーディオブランドの「Aurex」（オーレックス）を発足。

1975年
- 創業100周年、家電製品で「東芝新世紀シリーズ」を販売。

1976年
- 岩田弌夫が社長に就任、リストラの開始（家電製品の総発売元だった東芝商事を、地域別に分割して地域内販社と統合し再編＝現在は東芝コンシューマ・マーケティングに再統合＝など）。

1979年
- 英文社名表記を「Tokyo Shibaura Electric Co., Ltd.」から「TOSHIBA CORPORATION」に変更、同時に現在の“TOSHIBA”ロゴの原型（横長のゴシック体）が広告用に併用され始める。

1981年
- 佐波正一が社長に就任。

1982年
- 1月 超LSI研究所設置・クリーンルーム建設に230億円の設備投資決定。

1983年
- 10月 CIのロゴマークを現在の“TOSHIBA”ロゴへ小変更し、順次統一（横長から縦横同じ幅になった）。ただし、製品への新CIの採用は1984年4月以降に発売された製品に順次採用された。

1984年
- 4月 株式会社東芝に商号変更、後に本社機能を東芝ビルディング（港区芝浦）に統合。
- 世界初のセレクトルーム付き冷蔵庫「優凍生セレクト」発売。西川きよしをCM起用し、大ヒット。

1987年
- 東芝機械ココム違反事件発覚。

1990年
- 4月 「東芝グループ経営理念」および「東芝グループスローガン『人と、地球の、明日のために。』」を制定。

1992年
- NAND型フラッシュメモリ技術を市場の拡大のためとしてサムスン電子に供与[注 2][19]。

1998年
- テレビアニメ「サザエさん」の一社提供を終了。ただし、提供自体はその後も継続。

1999年
- ゼネラル・エレクトリックからシックス・シグマの手法を導入[20]、社内カンパニー制採用。東芝クレーマー事件発生。

2000年
- 登記上の本店だった川崎事業所（神奈川県川崎市幸区堀川町）を閉鎖、浜松町の東芝ビルディングが本店となる。

2002年
- 9月 東芝日曜劇場の東芝一社提供を終了し、同番組の提供を一時降板。

2003年
- 1月 東芝の一部門より分社化し株式会社駅前探険倶楽部（現在の駅探）を設立。また、長きに渡って親しまれた東芝傘マークが家電製品、重電製品を問わず段階的に廃止された。

2005年
- 6月 西田厚聰が社長に就任、積極経営に転ずる。

2006年
- 1月 イギリスの英国核燃料会社（BNFL）から、ウェスティングハウス・エレクトリックの原子力部門を54億ドル（約6370億円）で買収。加圧水型原子炉の技術を手に入れ、沸騰水型原子炉を含めた原子炉装置の世界三大製造メーカーの一つとなる。
- 5月11日 西田社長が3年間で2兆の設備投資を行うことを宣言、JPモルガンに「買い物が多すぎる」等と評される[21]。
- 10月 「TOSHIBA Leading Innovation>>>」を柱とするコーポレートブランドを制定。

2007年
- 6月 東芝EMI全株式を、イギリスのEMIグループに売却し音楽事業から撤退。売却後の社名はEMIミュージック・ジャパン（現・ユニバーサル ミュージック合同会社）。
- 9月 銀座東芝ビルを東急不動産に1610億円で売却を発表。
- 12月 日本企業で初めて、ワン・タイムズスクエア・ビルの最上部にブランド広告を掲示。

2008年
- 2月 HD DVD事業からの撤退を表明。現時点から生産規模を縮小し、3月末で正式に撤退する。これを受け、第3世代光ディスク（当時の「次世代DVD」）規格はBlu-ray Discへの統一が決定した。
- 4月 子会社の東芝ライテックと共に、2010年を目処に、一般白熱電球の製造・販売中止を発表。
- 11月 リーマン・ショック後、財政状態悪化により東芝ビルディング（本社ビル）や梅田スカイビルを所有する東芝不動産を、野村不動産ホールディングスに1500億円で売却[22]。

2009年
- 7月 佐々木則夫が社長に就任。
- 10月 テレビドラマ『日曜劇場（旧・東芝日曜劇場）』の提供を7年ぶりに再開。
- 11月10日 私的録音録画補償金制度を巡って、私的録画補償金管理協会から提訴される。

2010年
- 3月 同年4月1日より住宅用太陽光発電事業に参入すると発表。
- 3月 1890年から続いた白熱電球の製造・販売のうち、一般用途向け白熱電球製造を日本で最初に終了。

2011年
- 8月 一部メディアにより、携帯電話事業を富士通に売却、携帯電話生産からの撤退が報じられる[23]。
- 11月30日 半導体生産拠点の北九州工場（福岡県北九州市）、子会社の浜岡東芝エレクトロニクス（静岡県御前崎市）、東芝コンポーネンツ（千葉県茂原市）の3工場を2012年9月までに閉鎖し、半導体事業再編を図ることを発表[24]。

2012年
- 3月下旬 ウェスタン・デジタルに東芝ストレージデバイス・タイ社を譲渡し、ウェスタン・デジタルからハードディスク製造設備の一部を取得[25]。
- 4月1日 産業革新機構が主導し、東芝、ソニー、日立のディスプレイ部門の株式が譲渡され誕生した(株)ジャパンディスプレイが創業[26]。なお、東芝は2016年末にジャパンディスプレイの全保有株式を売却[27]。
- 4月 携帯電話事業を富士通に売却[28]。
- 4月 経済産業省の補助事業「エネルギー管理システム導入促進事業」におけるBEMSアグリゲータに登録される。
- 11月8日 最高裁判所が私的録音録画補償金制度について、東芝の訴えを認め、私的録画補償金管理協会の主張を棄却。東芝の全面勝訴で補償金問題が確定判決となった。

2013年
- 6月 田中久雄が社長に就任[29]。

2015年
- 5月 決算発表延期および株配当見送りを発表。
- 7月20日 不適切会計を調査した第三者委員会報告書の全文を公表。「チャレンジ」と称する不適切会計事件により、田中久雄社長や前社長の佐々木則夫副会長、その前の社長の西田厚聡相談役ら直近3代の社長経験者を含む経営陣9人が引責辞任し、取締役会長の室町正志が代表執行役社長を兼任[30]。
- 9月14日 東京証券取引所が東芝株を「特設注意市場銘柄」に指定した[31]。
- 11月12日 原子炉関連を担当する東芝の子会社ウェスチングハウス・エレクトリック・カンパニー（WEC）の巨額減損処理を、日経ビジネスがスクープし[32]、東芝も11月13日に、プレスリリースにて日経ビジネスの報道事実を認めた[33]。
- 11月17日 日経ビジネスのスクープを受け、東芝がウェスチングハウス・エレクトリック・カンパニーの「のれん代減損」について説明する[34]。
- 12月4日 イメージセンサーを生産する大分工場内の一部の半導体製造関連施設、設備をソニー及び同社の完全子会社であるソニーセミコンダクタに対する譲渡契約を締結[35][36]。

2016年
- 3月17日 東芝メディカルシステムズの全株式をキヤノンに売却[37][38]。
- 4月1日 社内カンパニーであったクライアントソリューション社の特許ライセンス関係を除くパソコン事業を会社分割により分社化、東芝情報機器に承継。東芝情報機器株式会社は東芝クライアントソリューション株式会社に商号変更[39]。大分工場のシステムLSI事業の一部を岩手東芝エレクトロニクス株式会社に承継。岩手東芝エレクトロニクス株式会社は株式会社ジャパンセミコンダクターに商号変更[40][41]。
- 5月12日 決算発表において、日本の事業会社として過去最大となる7,191億円の営業赤字と、東芝として過去最悪となる4,832億円の最終（当期）赤字となった[42]。
- 6月22日 不適切会計を受けて、会計監査人が新日本有限責任監査法人からPwCあらた有限責任監査法人に交代[43]。
- 6月30日 東芝ライフスタイルから映像事業を会社分割し、東芝映像ソリューション（前日に東芝メディア機器から商号変更、現・TVS REGZA）に承継すると同時に、白物家電事業を残した東芝ライフスタイル株式の80.1%を、約514億円で中華人民共和国の美的グループ（ミデアグループ）に譲渡[37][44][45][46]。
- 9月 東芝山口記念会館を日本テレビホールディングスに売却。
- 12月19日 東京証券取引所が「特設注意市場銘柄」の期間継続を決定。

2017年
- 1月20日 ウェスチングハウス・エレクトリック・カンパニー（WEC）による原子力関連部品メーカー『ニュークリアーロジスティクス』の買収計画を断念[47]。
- 2月14日 ウェスチングハウス・エレクトリック・カンパニー（WEC）の「アメリカ合衆国での原子力発電所建設事業における『のれん代』計上額」における会計処理を巡って不適切な対応があったという内部通報を受け、PwCあらた有限責任監査法人の承認が降りなかったため、第3四半期決算の発表延期を財務省関東財務局に申請。決算発表に代えて記者会見が開かれた[48]。決算発表延期は2014年度決算に続き2度目。
- 2月15日 東芝会長である志賀重範が会長職を辞任。
- 3月14日 過去の決算にも不正の可能性があることから、調査を続行するため2017年4月11日まで第3四半期決算発表を再度延期すること財務省関東財務局に申請し、認められる[49]。4月11日に有価証券報告書が提出できない場合は上場廃止となる。
- 3月15日 東京証券取引所と名古屋証券取引所が、東芝株を「特定注意銘柄」から「監理銘柄」に格上げ指定[50]。
- 3月29日 子会社ウェスチングハウス・エレクトリック・カンパニーが連邦倒産法第11章をニューヨーク州連邦裁判所に申請した。負債総額は98億1,100万米ドル[51]。
- 3月30日 臨時株主総会を千葉市の幕張メッセで開催し、半導体メモリ事業の売却が、株主の3分の2以上の賛成により、可決された[52]。
- 4月1日 半導体メモリ事業を東芝メモリに分社化[53]。
- 4月11日 第3四半期決算を発表したが、PwCあらた有限責任監査法人は四半期レビュー範囲制約による「結論不表明」とし、東証一部上場企業では極めて異例の決算発表となった[54]。この日の記者会見では「内部統制は有効」と主張した[55]。
- 5月15日 2016年度の決算発表が、PwCあらた監査法人の承認を得ることが出来ず、通常の「決算短信」ではなく、東芝内部で作成した「2016年度通期業績見通しに関するお知らせ」という独自のプレスリリースを公表するに留まった[56]。債務超過に陥ったことで、東芝株は2017年8月1日付で東証2部に降格する事になった[57]。ウエスタン・デジタルは、東芝の半導体事業売却が「合弁契約に反している」として国際仲裁裁判所に調停を申し立てた。
- 7月1日 社内カンパニーであったインフラシステムソリューション社・ストレージ&デバイスソリューション社（東芝メモリ株式を除く）・インダストリアルICTソリューション社（一部除く）を会社分割により分社化。インフラシステムソリューション社は東芝電機サービス株式会社に承継され、東芝インフラシステムズ株式会社へ商号変更。ストレージ&デバイスソリューション社は東芝デバイス&ストレージ株式会社に承継。インダストリアルICTソリューション社は東芝ソリューション株式会社に承継され、東芝デジタルソリューションズ株式会社へ商号変更[58]。
- 7月10日 8月1日に東京証券取引所2部へ降格することに伴い、日経平均株価構成銘柄から除外されることが、日本経済新聞社より発表された[59]。
- 7月25日 株式60%を保有する子会社であったランディス・ギア・グループ（旧・ランディス・ギアホールディング）が同月21日にスイス証券取引所に上場したことに伴い、同社の保有全株式を売却。ランディス・ギアは子会社でなくなる[60]。
- 8月1日 東証1部・名証1部から東証2部・名証2部に指定替え。また、東証株価指数など株価指数から除外された[61]。
- 8月10日 2016年度の決算発表をし、関東財務局に提出した。連結純損益は9656億円の赤字で、PwCあらた有限責任監査法人は、決算内容はおおむね妥当だとする、上場企業では異例の「限定付き適正」意見を、有価証券報告書に記載した[62]。
- 8月15日 野村不動産・NREG東芝不動産・JR東日本の3社により、浜松町ビルディングおよび隣接する東芝浜松町ビルの建て替えを含む大規模再開発計画「芝浦一丁目計画（仮称）」整備方針が発表される[63][64]。
- 10月1日 社内カンパニーであったエネルギーシステムソリューション社（一部除く）と原子力事業統括部（一部除く）を会社分割により分社化し、東芝エネルギーシステムズ株式会社に承継[65]。
- 10月12日 東京証券取引所及び名古屋証券取引所が「特設注意市場銘柄」・「監理銘柄」の指定を解除[66][67]。
- 12月5日 海外機関投資家に対し第三者割当増資を行い、米国原子力発電所建設プロジェクトに関する親会社保証の早期弁済に充てる資金として、約6,000億円を調達。資本金は約3,000億円増え、約5,000億円となる[68][69]。
- 12月13日 ウエスタン・デジタルとの間で、仲裁及び訴訟の和解に合意したことを発表。東芝メモリとウエスタン・デジタルとの合弁事業は継続される一方、ウエスタン・デジタルは東芝メモリの売却に同意する[70]。
- 12月 芝浦メカトロニクスの株式を、同社の自己株式取得に応じるとともに、信越エンジニアリング（信越化学工業の子会社）及びニューフレアテクノロジーに譲渡、市場へも売却。芝浦メカトロニクスへの出資比率は、2018年1月までに36.54%から10%に減少し、同社は持分法適用関連会社でなくなる[71][72][73]。

2018年
- 1月12日 米国原子力発電所建設プロジェクトに関する親会社保証の早期弁済を完了[74]。
- 2月28日 東芝映像ソリューションの株式の95%を中国の海信集団（ハイセンスグループ）に譲渡[7][75]。
- 3月25日 テレビアニメ『サザエさん』、テレビドラマ『日曜劇場（旧・東芝日曜劇場）』の提供を終了。
- 4月1日 代表執行役会長 車谷暢昭がCEOに就任。外部経営トップは土光敏夫以来53年振り。東芝病院（現・東京品川病院）を医療法人社団緑野会に事業譲渡[76]。
- 5月22日 ワン・タイムズスクエア・ビルの最上部からブランド広告を撤去[77]。
- 6月1日 株式会社Pangeaに東芝メモリの全株式を譲渡。株式会社Pangeaへの再出資により、同社の議決権の40.2%を取得し、東芝メモリは持分法適用関連会社となる[78]。
- 8月31日 警備事業を担う東芝セキュリティ株式の内、80.1%をセコム株式会社へ譲渡し、同時に東芝セキュリティの商号をセコムトセックへ変更[79][80][81]。
- 10月1日 パソコン事業を担う東芝クライアントソリューション（現・Dynabook）の株式80.1％を約40億円でシャープへ譲渡[82][83]。
- 11月8日 東芝の再建計画 東芝ネクストプラン発表。計画1年目の2019年度に営業利益1400億、計画3年目の2021年度目標として営業利益率6％、ROE10％を掲げた。

2019年
- 4月1日 東芝インフラシステムズの電池事業と東芝エレベータ・東芝ライテック・東芝キヤリアの3社株式を吸収分割により継承[84]。光触媒事業を東芝マテリアルに分割した上で、同社と東芝ホクト電子の株式を吸収分割により東芝デバイス&ストレージへ承継[85]。

2020年
- 1月18日 東京証券取引所が東証一部の昇格基準を、緩和する方針を明らかにしたことで東芝の東証一部復帰が早まるかと思われた矢先に[86]連結子会社の東芝ITサービスで、不適切会計が発覚。[87]（東芝の組織的な関与は認められなかった。）[88]
- 1月29日 東芝プラントシステムを完全子会社化[89][90]。
- 4月1日 代表執行役社長 車谷暢昭CEO就任。代表執行役社長 綱川COOは会長就任。
- 6月5日 2019年度の決算発表。第4四半期コロナ影響▲200億、追加構造改革▲100億を含め、営業利益は前年度比4倍弱の1305億、東芝ネクストプラン1年目目標を達成。
- 8月4日 ダイナブックの株式を19.9%をシャープに売却、これによりダイナブックはシャープの完全子会社となる[91]。
- 11月2日 物流事業を担う東芝ロジスティクス（現・SBS東芝ロジスティクス）株式の内、66.6%をSBSホールディングスへ譲渡[92][93][94]。

2021年
- 1月29日 3年半振りに、東証2部・名証2部から東証1部・名証1部に指定替え。東芝再生の大きな節目となる[95]。
- 2月12日 システムLSI事業からの撤退に伴う人員整理を発表。事業撤退に伴う早期優遇退職制度を利用した者が452人、人員再配置が372人[96]。
- 6月28日 同月25日に開かれた定時株主総会における議決権行使結果が公表された[97]。今総会での議決権行使比率は80.93%で、結果の内訳開示が義務付けられた2010年以降、初めて8割を超えたと報じられた[98]。
- 11月12日 エネルギー・インフラ事業、デバイス・ストレージ事業をそれぞれ独立会社としてスピンオフすることを発表[99]。東芝本体は、キオクシアホールディングスと東芝テックの各株式を保有する形で存続する予定とした。

2022年
- 2月7日 デバイス・ストレージ事業のみをスピンオフし、エネルギー・インフラ事業は東芝本体に残す2分割案に変更。空調・昇降機・照明の各事業を売却する方針を発表[100]。
- 3月24日 臨時株主総会を開催。会社提案と、非公開化の積極的検討などを含むすべての企業価値向上策の検討継続を求める株主提案が、いずれも否決される[101][102][103]。
- 4月7日 社外取締役による新たな特別委員会を設置し株式非公開化を検討。スピンオフ案による再編及び昇降機・照明の各事業売却は中断[104]。
- 8月1日 空調事業を担う東芝キヤリアの株式保有割合60%のうちの55%を米国キヤリア社側に譲渡。東芝の株式保有比率は5%となる[105][106]。
- 9月27日 アクセンチュアと共同で、グリーントランスフォーメーション（GX）の加速に向け連携を開始[107]。

2023年
- 9月21日 日本産業パートナーズ（JIP）が設立した特定目的会社「TBJH株式会社」(後のTBJH合同会社）による株式非公開化を前提とした公開買付け（TOB）が8月8日9月20日まで行われ成立した[108][109][110]。
- 11月22日 臨時株主総会にて株式併合（スクイーズアウト）を承認[111][112][113][114]。
- 12月20日 上場廃止[111][112]。
- 12月22日 指名委員会等設置会社から取締役会設置会社に移行。島田太郎 取締役代表執行役CEOが代表取締役社長執行役員CEOとして留任すると共に、日本産業パートナーズから馬上英実（取締役会議長）、稲垣伸一（取締役）、池谷光司（取締役）、原島克（取締役）等が新任された[115]。

2024年
- 6月29日 東芝未来科学館の一般向け公開を終了。

2025年
- 2月19日 本社と各事業会社の研究開発部門を統合し、総合研究所の設立を宣言[116]。
- 8月1日 本店および本社機能を東京都港区から川崎市に移転[117]。

### 歴代社長
| 代   | 氏名                             | 在任期間               |
| ---- | -------------------------------- | ---------------------- |
| 初代 | 山口喜三郎（やまぐちきさぶろう） | 1939年9月 - 1943年6月  |
| 2代  | 津守豊治                         | 1943年6月 - 1947年3月  |
| 3代  | 新開廣作（広作）                 | 1947年3月 - 1949年4月  |
| 4代  | 石坂泰三                         | 1949年4月 - 1957年11月 |
| 5代  | 岩下文雄                         | 1957年11月 - 1965年5月 |
| 6代  | 土光敏夫                         | 1965年5月 - 1972年8月  |
| 7代  | 玉置敬三                         | 1972年8月 - 1976年     |
| 8代  | 岩田弐夫（いわたかずお）         | 1976年 - 1980年        |
| 9代  | 佐波正一                         | 1980年 - 1986年4月     |
| 10代 | 渡里杉一郎（わたりすぎいちろう） | 1986年4月 - 1987年7月  |
| 11代 | 青井舒一                         | 1987年7月 - 1992年6月  |
| 12代 | 佐藤文夫                         | 1992年6月 - 1996年6月  |
| 13代 | 西室泰三                         | 1996年6月 - 2000年6月  |
| 14代 | 岡村正                           | 2000年6月 - 2005年6月  |
| 15代 | 西田厚聰                         | 2005年6月 - 2009年6月  |
| 16代 | 佐々木則夫                       | 2009年6月 - 2013年6月  |
| 17代 | 田中久雄                         | 2013年6月 - 2015年7月  |
| 18代 | 室町正志                         | 2015年7月 - 2016年6月  |
| 19代 | 綱川智                           | 2016年6月 - 2020年3月  |
| 20代 | 車谷暢昭                         | 2020年4月 - 2021年4月  |
| 21代 | 綱川智（再任）                   | 2021年4月 - 2022年2月  |
| 22代 | 島田太郎                         | 2022年3月 -            |

## 拠点

### 本社事務所

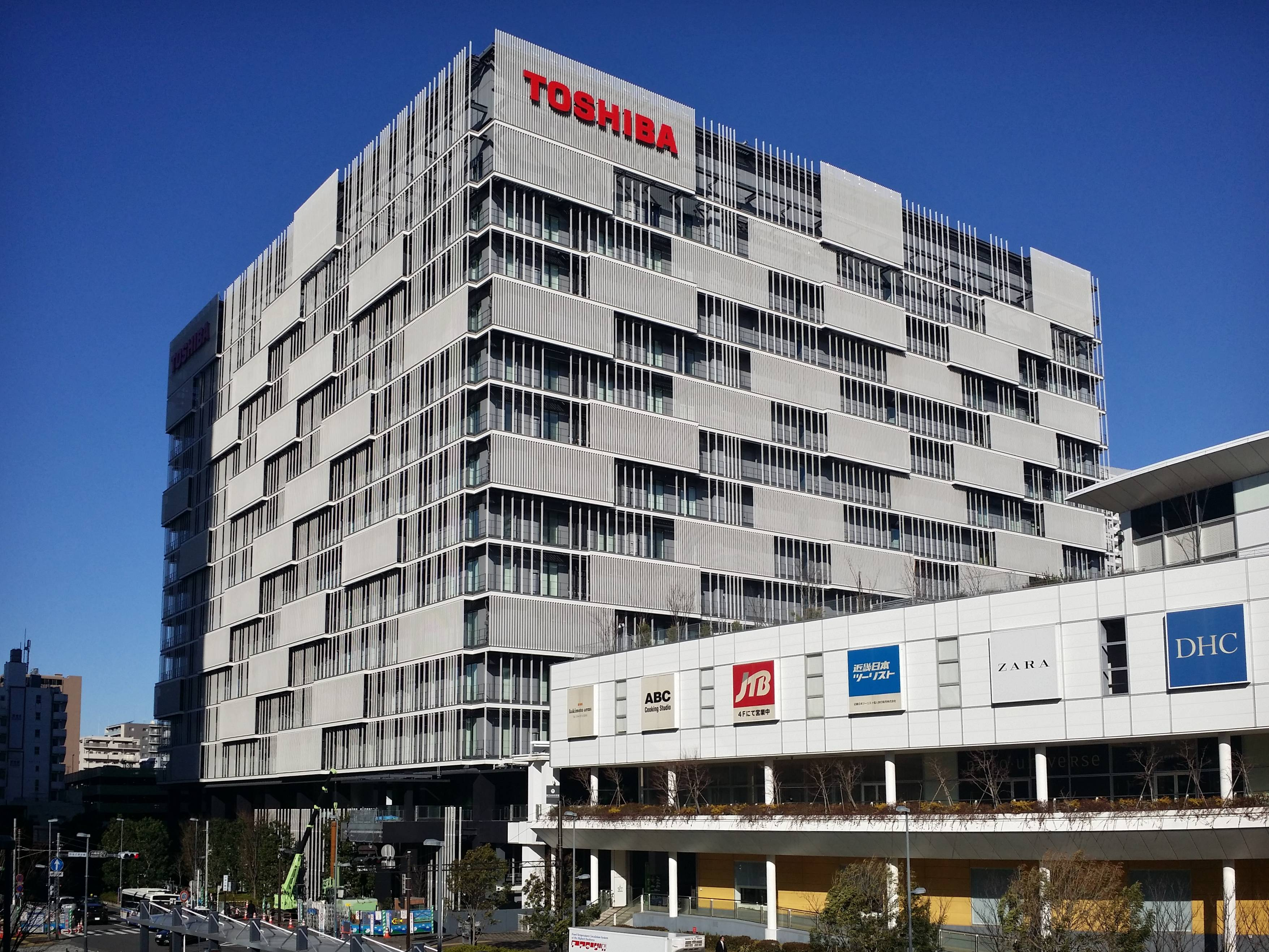
川崎事業所の跡地に建設されたラゾーナ川崎東芝ビル
川崎本社事務所「スマートコミュニティセンター」、東芝未来科学館などが入居する。

本社事務所：浜松町（東京都港区芝浦1-1-1 浜松町ビルディング）
詳細は「浜松町ビルディング」を参照。2020年着工予定の芝浦1丁目地区の再開発事業により解体予定。
本社事務所：川崎（神奈川県川崎市幸区堀川町72-34 ラゾーナ川崎東芝ビル）
「スマートコミュニティセンター」（スマコミ）と称する。かつて本店所在地であった川崎事業所 の跡地に再開発されたラゾーナ川崎に隣接する、ラゾーナ川崎東芝ビル（地上15階建て）に置かれる。社会インフラ部門やクラウドソリューション部門などが集結する。2013年10月31日開所。東芝未来科学館を併設する。デジタルイノベーションテクノロジーセンターを併設。

### 製造・研究拠点（自社拠点）
小向事業所（神奈川県川崎市幸区小向東芝町1）
- 1937年に操業開始した歴史ある工場。1952年には工場所在地の町名も「小向東芝町」となった[132]。敷地内に研究開発センター（RDC）[133] 、ソフトウェア技術センター[134] を置く[130]。
- 2024年02月26日　小向事業所内に「イノベーションパレット[135]」を開所。コーポレート（本社）の研究開発機能（RDC）と、東芝デバイス＆ストレージ株式会社の本社機能・半導体事業部および研究開発部門を集約している。

府中事業所（東京都府中市東芝町1）

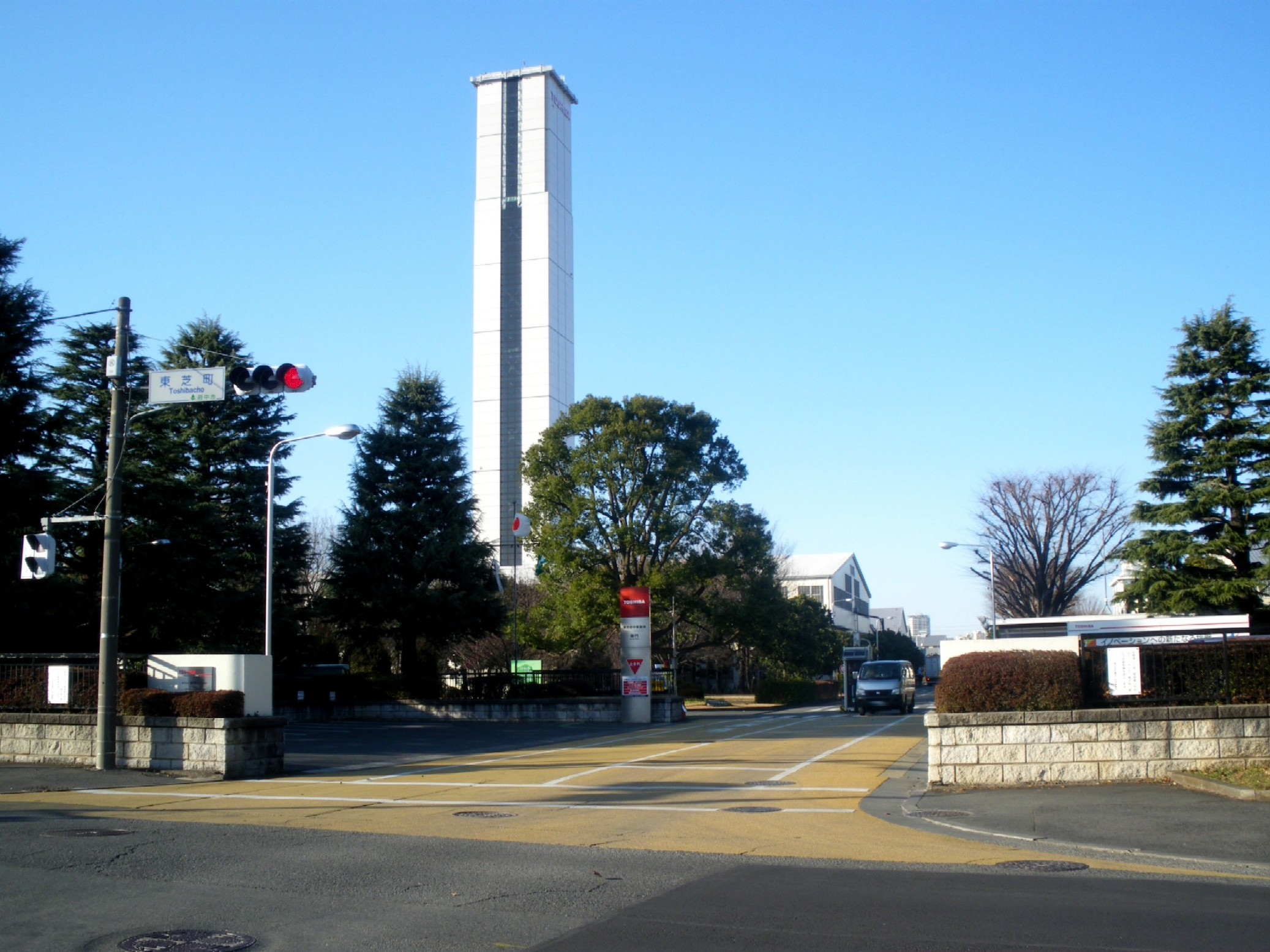
府中事業所南門
工場敷地内にエレベーターの性能検査を行うための「実験塔」がある

- 旧称「府中工場」。1940年に操業開始。1961年に工場所在地名が「東芝町」となった。武蔵野線北府中駅の近く。
- 産業機器、OA機器、電気機関車、放送機器、通信機器などの開発・製造工場として機能する。電力流通・産業システム工場、電力システム工場、社会システム工場を併設。
- 2007年10月、佐久分工場が操業開始（長野県佐久市）。

横浜事業所（横浜市磯子区新杉田町8）
- 磯子地区に生産技術センター（CMC）[136] を置く[130]。
- 杉田地区に磯子エンジニアリングセンター、電力・社会システム技術開発センター、半導体研究開発拠点であるデバイスプロセス開発センターを併設。

京浜事業所（横浜市鶴見区）
- 発電所の発電機や変圧器を製造している。東芝の敷地内にあり、東芝の従業員以外は駅の外に出られないことで有名な海芝浦駅がある工場。ひとつ手前の新芝浦駅から東芝の敷地になる。
- 入舟分工場が新芝浦駅の隣の浅野駅にある。

浜川崎工場（神奈川県川崎市川崎区浮島町）
- 所在地は、多摩川を挟んで東京国際空港の対岸にある浮島町。浜川崎駅からは遠い。

姫路工場（兵庫県姫路市余部区上余部50）
- 入居していたディスプレイ・テクノロジー株式会社を売却[137]し、現在製造ラインは残っていない。
- 姫路工場内に太子分工場があり、1966年から東芝のブラウン管製造の拠点でもあった。2004年にブラウン管製造ラインを停止している。現在太子分工場は東芝デバイス＆ストレージ株式会社姫路半導体工場[138]として運用されている。
- 周辺に、東芝エレベータ、西芝電機（戦後に東芝の網干工場が独立）などの関連企業の工場群が存在する。
- 神姫バス（ウイング神姫）には、姫路工場の近隣に「東芝」という停留所が存在する。他事業所でも最寄りのバス停の名称に「東芝」が入っているが、単に「東芝」と名乗るバス停は全国でも姫路工場最寄りの神姫バスの停留所のみである。

柏崎工場（新潟県柏崎市大字軽井川931-21 柏崎フロンティアパーク）
- リチウムイオン二次電池生産拠点。2010年9月29日竣工。

三重工場（三重県三重郡朝日町）
半導体システム技術センター分室（神奈川県川崎市幸区堀川町）
マイクロエレクトロニクスセンター（神奈川県川崎市幸区小向東芝町）
- 前身は1958年に操業開始のトランジスタ工場。1983年に多摩川工場に改称。1999年にマイクロエレクトロニクスセンターが発足[139]。

### 主要子会社の拠点
- 東芝エネルギーシステムズ  （神奈川県川崎市） - エネルギー事業
- 東芝デバイス&ストレージ 姫路半導体工場（兵庫県揖保郡太子町）
- 東芝エレベータ（神奈川県川崎市） - エレベーターなどの製造。
- 東芝ライテック（神奈川県横須賀市） - 照明器具・管球の開発、製造。
- 東芝テック（東京都品川区） - リテール＆プリンティングソリューション事業。
- 東芝デジタルソリューションズ（旧・東芝ソリューション）（神奈川県川崎市） - ICT事業。

### かつて存在した拠点
川崎事業所（神奈川県川崎市幸区堀川町）
- 1908年、神奈川県橘樹郡御幸村に東京電気川崎工場として操業開始。1945年に堀川町工場と改称。戦前はタングステンランプ、戦後はブラウン管、半導体製造の拠点として機能していた[140]。1998年に川崎事業所と改称。1999年9月に生産を終了し、翌2000年に閉鎖。
- 東京・芝浦の東芝ビルディングへの本社移転後も2000年の閉鎖まで堀川町を登記上の本店としていた[127]。東芝（旧・東京芝浦電気）の本社機能もここに置かれていた。
- 跡地は三井不動産との共同開発によりラゾーナ川崎となり[141]、ラゾーナ川崎東芝ビルが建設されて川崎本社事務所が入居した[2]。現在でもラゾーナ川崎の敷地内に、堀川町工場の看板、消火用ポンプ、「東芝ブラウン管発祥の地」の碑などのモニュメントが残されている。

柳町工場（神奈川県川崎市幸区柳町）
- 1936年に操業開始。郵便物宛名自動読取区分機や自動改札装置等の自動化省力機器、電力計等を生産していた[142]。2005年に閉鎖[142]。跡地はキヤノン川崎事業所[143] となっている。

日野工場/日野モバイル工場（東京都日野市旭が丘）
- スマートフォンを含む携帯電話全般の設計を行っていた。2009年10月までは携帯電話の製造も行っていた。携帯電話事業の移管に伴い、2010年10月に閉鎖。
- 跡地は三井不動産へ売却され[144]、三井不動産の物流施設「MFLP日野」[145] となっている。

青梅事業所（東京都青梅市末広町）

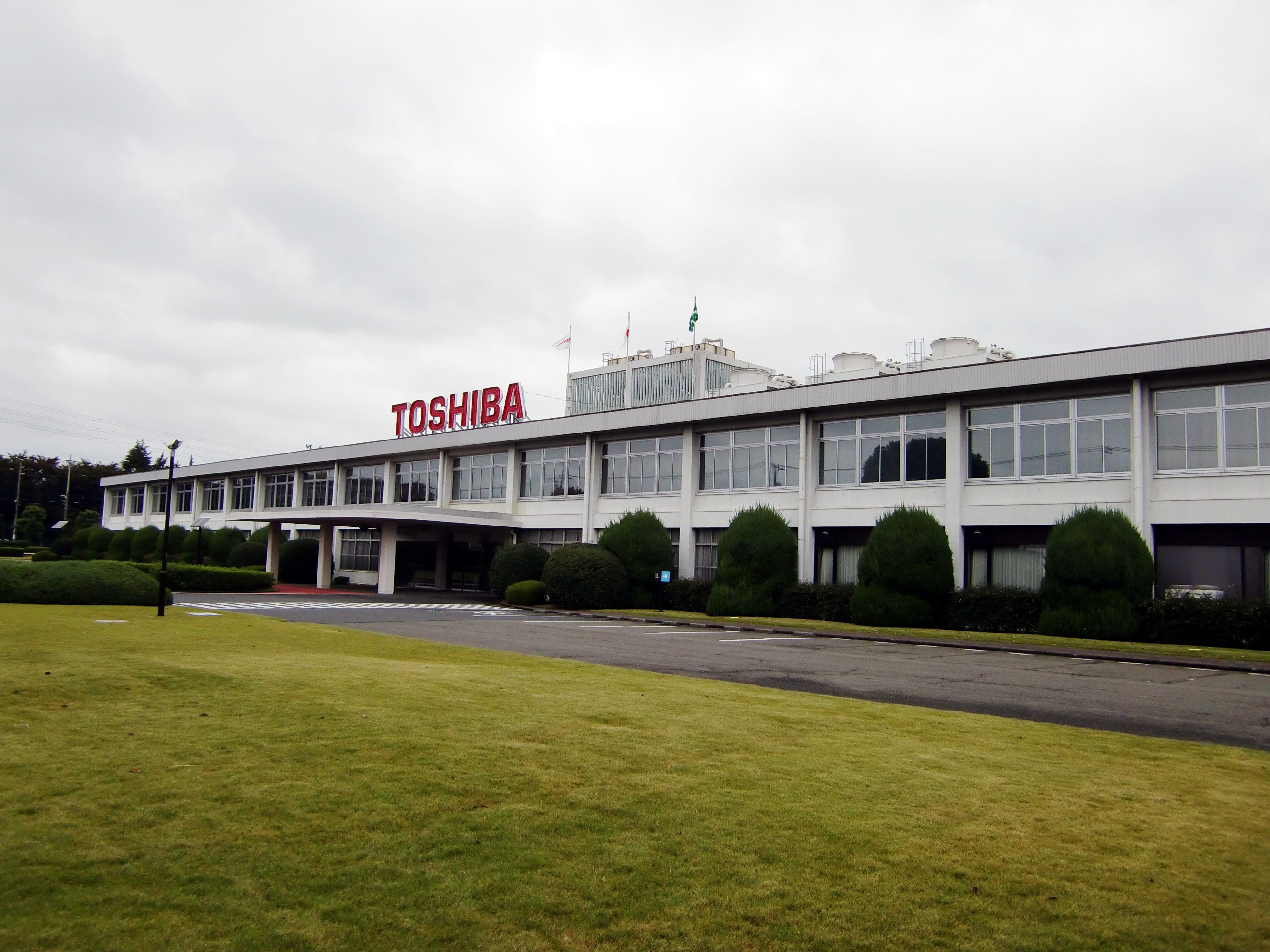
青梅事業所外観（西東京工業団地内）

- 1968年に開設。旧称「青梅工場」。西東京工業団地内に立地していた。
- OA機器や産業用機器を開発・製造する工場として機能し、古くはワープロ、OAシスコン、OCR、郵便番号別分類装置等の生産拠点であった。その後は主に、PC&ネットワーク社およびデジタルメディアネットワーク社、モバイルコミュニケーション社などのノートPC、携帯型音楽プレーヤーなどのモバイル機器、HDDの設計/製造、DVD&HDDレコーダや液晶テレビ、ネットワーク端末ほか各種デジタル家電などの開発拠点となっていた。モバイル機器においては歴代の大型・小型機器で培った専用LSIの開発とLSI実装技術開発も行っていた。日野工場の閉鎖に伴い、東芝製携帯電話端末の修理・サポートを受け持つモバイル事業統括部が設置されていた。
- かつて青梅デジタルメディア工場、モバイルコミュニケーションデベロップメントセンター、コアテクノロジーセンター、PC開発センターを併設していた。
- パソコン事業などは子会社の東芝クライアントソリューション株式会社に移管されている。
- 2016年（平成28年）12月に敷地を野村不動産へ売却し[146]、翌2017年3月末に閉鎖。跡地は野村不動産が高機能型物流施設「Landport青梅I」として再開発し、日野自動車の部品センターとして2018年11月竣工予定と発表[147]。2019年5月に日野自動車が隣接する「青梅部品センター」を同地へ移転し「日野グローバルパーツセンター」として稼働開始した[148]。

北九州工場（福岡県北九州市小倉北区）
- 1920年に東京電気小倉工場として操業し白熱電球の生産を始める。高度成長期にはトランジスターなどを生産し、半導体生産の拠点として稼働してきたが、2012年9月をもって生産を終了した。
- 閉鎖後は跡地の利用希望企業が見つからず、市は「土地所有者の東芝と知恵を出し合い活用方法を早急に検討する」としていた[149]。その後、小倉第一病院が跡地へ移転開院した。

大分工場（大分県大分市）
- 半導体を製造していた。子会社のジャパンセミコンダクターに承継された。

深谷事業所（埼玉県深谷市幡羅町1-9-2）
- 日本初のカラーテレビ専門工場として1965年に操業開始し、かつては映像製品・部品の中核を担っていた[150]。2012年（平成24年）3月にテレビ生産を停止。その後関連会社が航空機向けブラウン管の製造を行っていたが、2021年3月末でそれも終了し、2021年9月末で閉鎖された[150]。2021年12月、跡地の西側エリアの約半分が大和ハウス工業に売却されることになったと報じられた[151]。

その他、1962年3月発行のカタログ『東芝家庭電化器具62A』には、現存工場である鶴見や府中、姫路などのほか、「名古屋工場（同市西区）の扇風機の製造」「大阪工場（茨木市）の冷蔵庫の量産」の記載がある。また柳町工場は「家庭電気器具の主力柳町工場」と記載されている。
なお、大阪府茨木市にあった大阪工場の所在地の地名は「太田東芝町」で、跡地にはJR総持寺駅に近いことを活かし、追手門学院大学総持寺キャンパスおよび付属中学校・高等学校が建設されたが、工場撤退後も町名に「東芝」の名が残っている（「東芝町」も参照）。

## 関連企業

### 主要グループ企業
- 東芝データ
- 東芝環境ソリューション
- 東芝ITコントロールシステム
- アジアエレクトロニクス
- 共同建物
- 東芝アカウンティングサービス
- 東芝インフォメーションシステムズ
- 東芝アイエス・コンサルティング
- 東芝ウィズ
- 東芝システムテクノロジー
- 東芝自動機器システムサービス
- 東芝ビジネスエキスパート
- 東芝保険サービス
- 東芝ブレイブルーパス東京

東芝デバイス&ストレージ（旧・ストレージ＆デバイスソリューション社）
- ニューフレアテクノロジー
- 東芝ホクト電子
- 姫路東芝電子部品
- ジャパンセミコンダクター
- 加賀東芝エレクトロニクス
- 豊前東芝エレクトロニクス
- 東芝コンピュータテクノロジー

東芝エネルギーシステムズ（旧・エネルギーシステムソリューション社）
- 北芝電機
- 原子燃料工業
- 東芝三菱電機産業システム
- KK6安全対策共同事業
- 日本核燃料開発
- 東芝検査ソリューションズ
- 東芝ジーイータービンコンポーネンツ
- 東芝ジーイー・タービンサービス

東芝インフラシステムズ（旧・インフラシステムソリューション社・東芝電機サービス）
- 西芝電機
  - 西芝エンジニアリング
- 川俣精機
- 東芝EIコントロールシステム
- 東芝インフラ機器テクノロジー
- 東芝産業機器システム
- 東芝電波テクノロジー
- 東芝テリー
- 日本エレクトロニツクシステムズ - 民放各社との合弁。東芝グループの出資比率50%
- 東芝プラントシステム
- 関西東芝エンジニアリング
- 芝浦プラント
- ベジノーバ
- 東芝エレベータ
  - 山陰東芝エレベータ
  - 沖縄東芝エレベータ
  - 東芝エレベータエンジニアリング
  - 東芝エレベータサービス
- 東芝ライテック
- 東芝テック（東証プライム 6588）
  - テーイーアール
  - テックインフォメーションシステムズ
  - テックプレシジョン
  - TDペイメント
  - ティー・ティー・ビジネスサービス
  - 東芝グローバルコマースソリューション・ホールディングス

東芝デジタルソリューションズ（旧・東芝ソリューション・インダストリアルICTソリューション社）
- 東芝デジタルエンジニアリング
- トスバックシステムズ
- 東芝ITサービス
- 東芝情報システム

非営利活動
- 公益財団法人東芝国際交流財団
- 東芝未来科学館

### その他の出資企業
芝浦機械（東証プライム 6104）
2017年3月2日までは東芝が筆頭株主であったが、自己株式取得に伴い現在はグループ企業から離脱。現在の東芝の出資比率は3%未満。2020年4月1日付で東芝機械から社名変更。
芝浦メカトロニクス（東証プライム 6590）
持分法適用関連会社であったが、2017年12月に株式を売却。2018年1月時点の出資比率は10%。
みずほ東芝リース
2012年に東芝ファイナンス（現・オリコプロダクトファイナンス）の企業向け事業を分離し、興銀リース（現・みずほリース）が株式の90%を取得し子会社化。東芝の出資比率は10%。
SWCC
1936年に東京電気を母体として設立された電線メーカー。東芝の現在の出資比率は3.2%。
チタン工業（東証スタンダード 4098）
セコムトセック
2018年8月にセコムへ株式の80.1%を譲渡したと同時に、社名を東芝セキュリティからセコムトセックへ変更。当初東芝は残り19.9%を継続保有していたが、後にセコムへ17.9%を売却したため、現在の出資比率は2%。
東光東芝メーターシステムズ
株式会社東光高岳が51%、東芝エネルギーシステムズが49%出資している。
SBS東芝ロジスティクス
2020年11月にSBSホールディングスへ株式66.6%を譲渡。2021年1月1日付で商号を東芝ロジスティクスからSBS東芝ロジスティクスへ変更。東芝は残り33.4%を保有。
西日本家電リサイクル
東芝インフラシステムズ、東芝環境ソリューションの他、パナソニック、シャープ、ソニー、日立グローバルライフソリューションズ、富士通ゼネラル、三菱電機の合弁。

#### 東芝ブランド許諾商品等製造会社
東芝ライフスタイル
2016年6月30日に株式の80.1%を中華人民共和国の美的グループに売却。東芝は残り19.9%を保有。同社の子会社の東芝ホームテクノなども子会社から外れる。
東芝ホームテクノ
東芝コンシューママーケティング
東芝エルイートレーディング
東芝電池
TVS REGZA
2018年2月28日、株式の95%を中華人民共和国のハイセンスグループに売却。東芝は残り5%を保有。
キオクシア
- 2018年6月1日に、株式の100%をベインキャピタルを主軸とするコンソーシアム・Pangeaに売却した。なお、東芝はPangeaに出資しており、出資比率は40.2%である。従業員数6,200人超で、日本の半導体メモリ製造の拠点。スマートフォンやSSDなどに使われている、NAND型フラッシュメモリを製造。サンディスクと共同で製造合弁会社を設立し、第5製造棟まで稼働中。第6製造棟（第1期）とメモリ開発センターが2018年9月に竣工。2010年（平成22年）に瞬時電圧低下事故の影響を受けた。2019年10月1日付で、社名を「東芝メモリ」から「キオクシア株式会社」に変更した[155]。
  - 中部東芝エンジニアリング - 2022年6月1日、キオクシアホールディングスへ全株式譲渡。

日本キヤリア
- 2022年8月にキヤリア社側へ株式55%を譲渡。東芝は残り5%を保有。2024年5月1日付で商号を東芝キヤリアから日本キヤリアへ変更。
  - 東芝キヤリアエンジニアリング＆ライフサポート

### かつてのグループ企業・出資企業
東芝コンポーネンツ
2012年解散。
東芝機器
2011年解散。
東芝鋼管
1993年に新日本製鐵の子会社化。日鉄鋼管への名称変更、新日本製鐵の完全子会社化を経て、新日本製鐵と住友金属工業の統合に伴い、2013年に住友鋼管と合併し、日鉄住金鋼管となるが、親会社の社名変更に伴い、2019年4月1日、日鉄鋼管に社名が戻った。
日本ビクター
1927年にアメリカのビクタートーキングマシンの日本法人として日本ビクター蓄音器が設立。ビクタートーキングマシンがRCAに吸収合併されると、日本法人は合弁体制に移行し東芝が資本参加。1938年に戦前の政治事情から外資のRCAが資本撤退を余儀なくされ、RCAの株式持分は日産コンツェルンを経由して東芝に譲渡され東芝子会社となる。戦中には日本音響へ戦後には日本ビクターへの社名変更を経たのち、東芝の持株は日本興業銀行を経由して1954年に松下電器産業（現・パナソニック）に譲渡された。2007年にケンウッドと経営統合、2011年に合併しJVCケンウッドとなっている。
日本タングステン
東芝が資本介入していた時期もあったが、その後東芝資本から離脱。
東芝ビデオプロダクツジャパン
2001年解散。
富士通東芝モバイルコミュニケーションズ
東芝のモバイルコミュニケーション社（社内カンパニー）を分離して富士通の資本を受け入れ2010年に設立。2012年に富士通へ全株式を売却し、富士通モバイルコミュニケーションズに社名変更、2016年に富士通コネクテッドテクノロジーズの傘下に異動した後、2018年に同社に統合され消滅。
オンキヨー
1957年より東芝の子会社だったが、1993年に複数の会社再建を手がけていた大朏直人が個人で買収。
IHIアグリテック
IHI子会社の農機具メーカーで、旧社名は石川島芝浦機械→IHIシバウラ。 東京石川島造船所と芝浦製作所（東芝の「芝」部分の由来）が共同出資し、石川島芝浦タービン松本工場を設立したのが同社の起源である。2017年（平成29年）にIHI子会社だったIHIスター（存続会社。旧・スター農機）と経営統合し現在の社名となった。2018年（平成30年）現在、ヤンマーホールディングス（ヤンマー）と業務提携中。
東芝ケミカル
2002年に京セラへ全株式を売却。京セラケミカルに社名変更ののち、2016年に京セラへ吸収合併。2000年代初頭に行っていたグループ再編計画によるグループ離脱。
東芝セラミックス
2007年にMBOにより資本撤退し米カーライルとユニゾン・キャピタルの折半出資ファンドが全株式を取得。社名はコバレントマテリアルを経て、2015年にクアーズテックへ変更。
東芝シリコーン
1971年にアメリカのゼネラル・エレクトリック（GE）との合弁企業として設立。1999年にGEシリコーンの一部機能を移管しジーイー東芝シリコーンに社名変更。2006年にGEがGEアドバンス・マテリアルズをアポロ・グローバル・マネジメントに譲渡したことを受け資本撤退。2007年にモメンティブ・パフォーマンス・マテリアルズ・ジャパンに社名変更。
東芝タンガロイ
2004年にMBOにより資本撤退しタンガロイに社名変更。オーエスジーとの資本提携の締結と解消を経て、2008年からオランダのIMC（インターナショナル・メタルワーキング・カンパニーズ）が全株式を取得。
デンカ生研
旧東芝化学工業および旧東芝製薬。両社は電気化学工業に売却、後者（東芝製薬）の事業縮小を挟み合併、デンカ生研と社名変更したが、2020年4月1日にデンカへ吸収合併され解散。
東芝ベックマン
アメリカの分析機器メーカー、ベックマン・インスツルメンツとの合弁企業として設立。1977年に資本撤退しベックマン単独の日本法人、ベックマン・ジャパンとして再設立。ベックマンへの社名変更を経て、1998年に米コールター日本法人と合併しベックマン・コールターに社名変更。
東芝アンペックス
アメリカのエレクトロニックス会社であるアンペックスとの合弁企業として設立し、業務用ビデオ録画再生機器を製造した。資本撤退した。
東芝硝子
1999年に旭硝子傘下の岩城硝子（株式上場企業）に吸収合併され旭テクノグラスに社名変更。東芝の出資比率は14.3%で連結対象を外れる。のちに東芝との資本関係は清算され、2005年の旭硝子による全株式取得を経て2007年にAGCテクノグラスに社名変更。
東芝エンタテインメント
2007年に博報堂DYメディアパートナーズへ全株式を売却。社名はショウゲート経て、2015年に博報堂DYミュージック&ピクチャーズへ変更。
東芝音楽工業
1973年よりイギリスのEMIグループの資本を受け東芝EMIに社名変更し合弁会社化されていたが、2007年にEMIへ東芝の保有する全株式を売却しEMIミュージック・ジャパンに社名変更。のちのEMIの解体消滅に伴い2013年にユニバーサル ミュージックに吸収合併。
駅探
2007年にMBOによりポラリス・プリンシパル・ファイナンスのファンドが筆頭株主となり、東芝の出資比率は約20%で連結対象を外れる。2011年のマザーズ上場、2012年の筆頭株主のシーエスアイ（現・CEホールディングス）への移動などを経て資本関係が清算された。
麻布プラザ
東京麻布のテレビ番組の制作事業、及び同名の制作スタジオ運営・管理を行う会社。合弁元であった現・ウッドオフィスグループ（初代ウッドオフィス）により完全買収。
トワーニ
日本テレビ、タイム ワーナー エンターテイメント ジャパンとの3社共同出資による邦画の合弁企業。製作作品の不振により2004年に会社解散し、ワーナー エンターテイメント ジャパンに事業・版権譲渡している。
東芝ファイナンス
2013年にイオンフィナンシャルサービスへ全株式を売却し、イオンプロダクトファイナンスに社名変更されたが、2024年にオリエントコーポレーションへ再度全株式が譲渡され、オリコプロダクトファイナンスに社名変更。
モバイル放送
2009年サービス終了。サービス終了時は子会社。
東芝メディカルシステムズ
2016年にキヤノンへ全株式を売却。2018年にキヤノンメディカルシステムズに社名変更。
東芝医用ファイナンス
株式の65％を保有（残り35%はキヤノン傘下の東芝メディカルシステムズが保有）していたが、2017年3月31日にキヤノンに全株式を売却。2018年にキヤノンメディカルファイナンスへ社名変更。
TOSEI
東芝テックの完全子会社であったが、2017年3月31日に株式の90％をキョウデンエリアネットに譲渡。
ランディス・ギア
2011年に株式の60％を取得したが、2017年に全株式売却。
ウェスチングハウス・エレクトリック・カンパニー
2007年に買収したが、2017年に連邦破産法を申請し連結子会社から外れる。2018年にはブルックフィールド・ビジネス・パートナーズが買収することで合意。
ストーン・アンド・ウェブスター（WHが買収した原発サービス会社）
東芝プラットフォームソリューション
2018年にアスパラントグループが運営するファンドが設立したTOPSホールディングスへ全株式を売却し、ソードへ社名変更。
ニュージェネレーション
WHが買収したイギリスの原発運営会社。WHが法的整理手続きに入ったため東芝が全株式を引き受け。19年に会社解散手続きに入った。
東芝アメリカLNGコーポレーション
2019年にトタルへ売却。
東芝燃料電池システム
2019年に東芝エネルギーシステムズと合併した。
国際チャート
元東芝テックの子会社で2017年にOA・文具大手のナカバヤシへ株式公開買付けにより売却。
東芝不動産
2008年12月に野村不動産ホールディングスが株式の65%を取得し、野村不動産グループ入り。2020年までに全株式を譲渡し、野村不動産ビルディングへ社名変更。
東芝通信インフラシステムズ
2012年に東芝特機電子と東芝放送ネットワークエンジニアリングが合併して発足。2023年10月に東芝テリーと合併。
東芝ビジネスアンドライフサービス
2020年に東芝ビジネスエキスパートに合併。
東芝ツーリスト
2023年に東芝ビジネスエキスパートに合併。
東芝マテリアル
2025年6月に全株式を日本特殊陶業へ譲渡。社名をNiterra Materialsに変更。

#### 東芝ブランド許諾商品等製造会社
Dynabook（企業）
パソコン（dynabook）事業：2018年10月にシャープが株式の80.1%を取得。2020年8月残りの株式をシャープに完全売却。

## 主な製品

### 管球・照明設備
現在は子会社の東芝ライテックに移された事業だが、1890年に日本で初めて一般白熱電球の生産を開始、電球の6大発明と言われる世界初の2重コイル技術と内面つや消し製法をそれぞれ1921年と1925年に開発。
また1953年には、国産初の蛍光灯生産も開始。とりわけ蛍光灯に関しては1954年の丸形蛍光灯「サークライン」、
1980年に電球形蛍光灯「ネオボール」に代表される新しいタイプの商品を多く生み出している。また、NHKと共同で蛍光灯の電波妨害を防止する技術「ノイズレス」も開発している。
東芝は2008年4月、東芝ライテックと共に、2010年、目処に一般白熱電球の製造・販売を終了すると発表。2010年3月17日付で一般白熱電球の製造を終了。ただし、ミニクリプトンランプ、ハロゲンランプ、反射型ランプなど、現在の電球形蛍光灯やLED照明などに置き換えられないものは除くとしている。また、調光用途等に一般白熱電球を使用する顧客向けに、当面少量の販売を継続するとも発表した。
なお、この電球製造終了予告を取り上げた企業広告シリーズ「電球への思い」編が、第38回フジサンケイグループ広告大賞のメディアミックス広告大賞を受賞した。
2015年3月には業界で初めて電球形蛍光灯生産より完全撤退し、以後はLED電球のみの生産へ完全移行している（電子点灯管と蛍光灯「メロウZプライド&メロウZロングライフ」・「ネオスリムプライド」シリーズは交換用途に絞って継続生産）。

### 電子部品

#### HDD

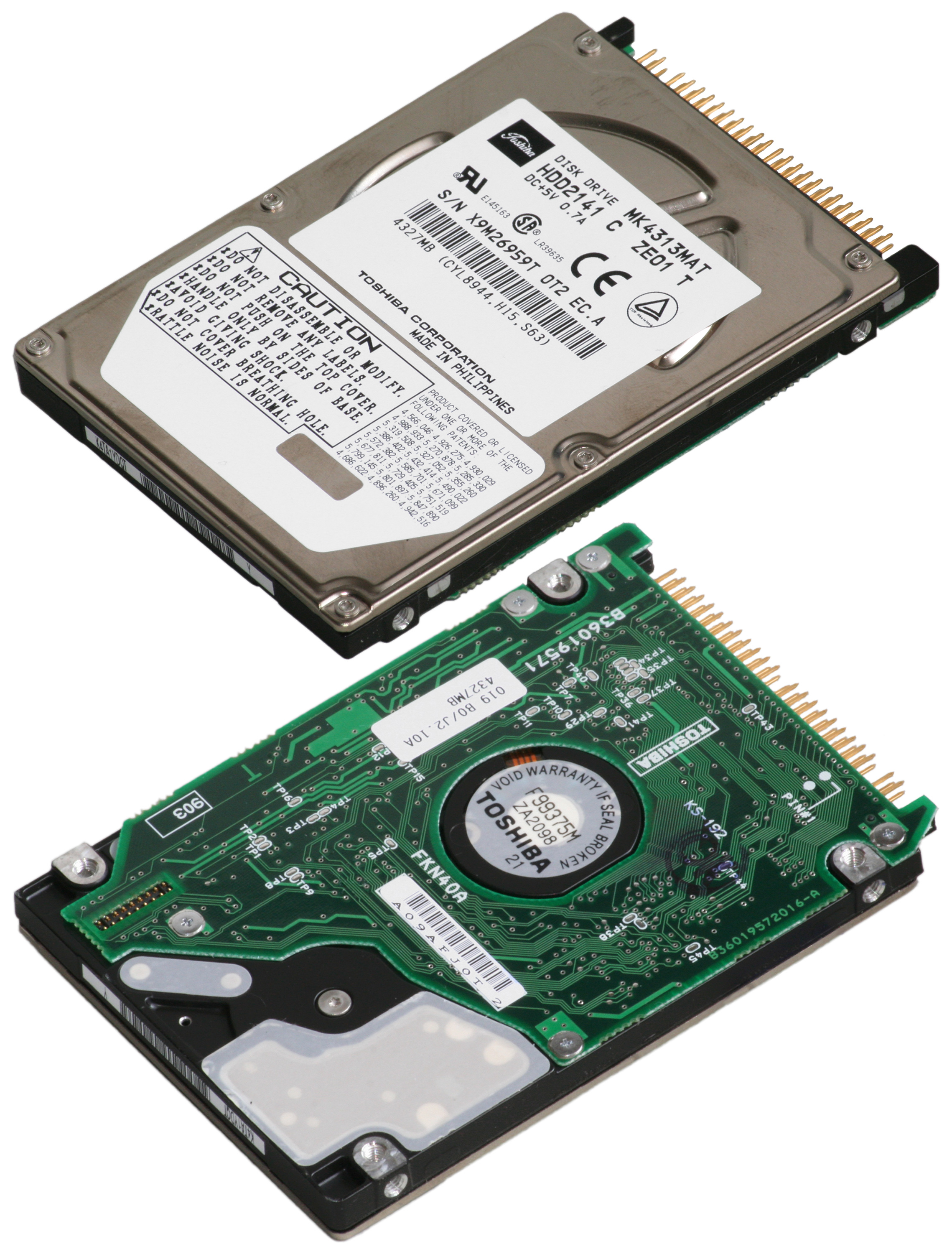
東芝MK4313MAT（4.3GB）

2003年12月、世界最小となる0.85インチハードディスクドライブを開発し、2006年にau向けのCDMA 1X WIN対応携帯電話「MUSIC-HDD W41T」に搭載した。このHDDは「世界最小のハードディスクドライブ」として2005年版のギネス世界記録に掲載されていた。
2012年にウェスタン・デジタルのHGST（旧・日立グローバルストレージテクノロジーズ、日立GST）買収（同年3月8日完了）に伴う寡占化対策としてウェスタン・デジタルからコンシューマ向け製品の一部の製造設備及び知的財産とニアライン向け製品の一部の製造設備（HGSTの1 TBプラッタの3.5インチドライブの製造設備及びウェスタン・デジタルの試験設備や知的財産の一部、東芝が取得するまでHGSTではその設備を用いた生産を継続。）を取得し、それまで製造していた2.5インチ以下及びエンタープライズ向け3.5インチのハードディスクに加えクライアント向け3.5インチのハードディスクの製造も開始した。なお、ウェスタン・デジタルには東芝ストレージデバイス株式会社の子会社で2011年のタイにおける洪水で被災し休止している生産子会社の東芝ストレージデバイス・タイ社を譲渡（2009年に富士通より取得した製造拠点、ウェスタン・デジタルが取得した後の処遇は未定だが、人員はウェスタン・デジタルのタイにおける生産拠点に統合する予定。）した。前者の案件は「ハードディスク全分野の製品の提供」と「ストレージ事業のさらなる強化」のため、後者は「生産拠点の集約による効率化」のため、との発表を行った。

#### 電子管

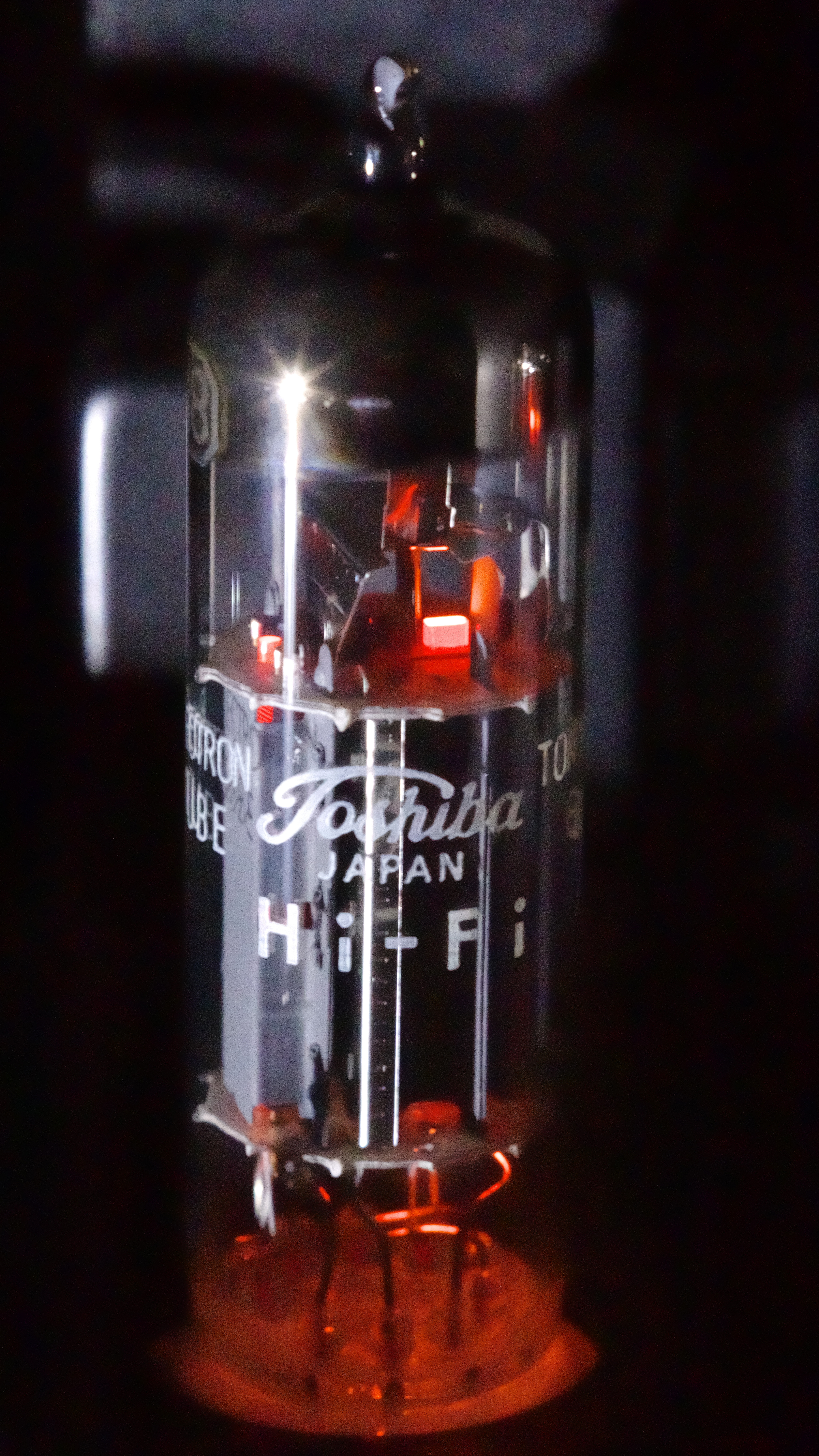
東芝製Hi-Fi真空管（6BM8）

電子部品関係では、戦前の1930年頃〜1960年頃まで「マツダ」ブランドが付けられた真空管への需要が高かった。
2016年12月、マイクロ波管や送信管などの電子管を生産していた子会社の東芝電子管デバイスはキヤノンに買収された（現・キヤノン電子管デバイス）。

#### 半導体
現在はパワー半導体などのディスクリート半導体、アナログIC、そしてマイコンについてはモーター制御用製品の開発・生産を行っている。

##### DRAM
メモリーでは、1985年に世界初となる1メガビットCMOSのDRAMを開発。メモリー開発分野で世界トップとなった。だが、1990年代に入ってから韓国など海外に技術者が流出し、DRAMではサムスン電子にシェアを奪われた。当初は半導体技術者が、サムスン電子に技術情報をリークしていたが、後に東芝が公式に技術提供を行うようになった。この結果、東芝はマーケットシェアを失い、2002年にはDRAM事業から撤退することとなった。

##### フラッシュメモリ
フラッシュメモリに関しては、当時東芝の舛岡富士雄が1980年（昭和55年）に発明し、続いて1984年にNOR型、更に1986年には大容量化が容易なNAND型も開発している。しかし東芝はDRAMの高度化に集中していたため、ライセンスを受けて全社的に投資した米インテルに市場シェアを失うこととなった。以降東芝も本格的に参入したが技術ライセンシングを止めなかった結果、米韓メーカーを筆頭に競合が増えて利潤を得るのは難しく、2000年よりは米サンデイスク社（現・ウェスタンデジタル傘下）と提携して共同で設備投資を行ってきた。
2015年に発覚した不適切会計事件以降、事業部門を東芝メモリ（現・キオクシア）として分社化し、過半数の株式を売却している。

##### プロセッサ
CPUでは、古くは1973年にフォード社からエンジン制御用マイコンの開発依頼を受けてTLCS-12という世界初のワンチップ12ビットマイコンを自社開発した。フォードの環境テストに合格し、市販車にはじめて搭載されたCPUであった。90年代末には、ソニー・コンピュータエンタテインメントと共同でPlayStation 2用のCPU「Emotion Engine」を開発した。その協力関係は、PlayStation 3用のCPU「Cell」開発で続いていた。画像認識プロセッサでは『Viscontti』を開発していた。これらの製品からは2020年を最後にすでに撤退が発表されており、継続開発は行われていない。

##### イメージセンサー
競合他社と比べてCMOSセンサーへ早く移行し、小型の先端製品で上位の市場シェアを持っていたが、2015年に一部の産業向け製品を外してソニーに事業譲渡することにより、撤退した。

### 量子デバイス
量子力学の性質を活用する次世代デバイス全般の基礎研究・開発を傘下の研究開発センターで継続しており、2010年代後半からは事業化されている。
量子計算機では、量子焼きなまし法で最適化問題を解く新たなアルゴリズムを元に開発した「シミュレーテッド（模擬）分岐マシン」の事業化を2020年に始めた。量子暗号通信に関しては、世界最多の特許を擁する。2020年に欧米と日本で事業化に着手し、2021年には子会社の東芝デジタルソリューションズに同事業を移管した。
光量子の発生などに使われる量子ドットの研究も早くから着手し、新しい発光ダイオードや記録媒体を開発している。

### 放送機器
放送用音響機器等
1937年 - NHK放送技術研究所の依頼で、RCA社の特許を使用して国産ベロシティーマイクロホン（VI-345A型・通称Aベロ）を生産。その後、国産ベロシティーマイクロホンを数々手がけて、民放の誕生時には放送機器の製造を始じめ昭和40年代まで放送用音響機器を生産。日本のテレビ放送黎明期にはテレビカメラや送出装置、送信機を始めとする東芝製の放送機材が全国の民放放送局に納入された。
東芝社内で「APC装置」と呼ばれているテレビマスターを作っており、主にフジテレビ（地上波・BS・CSの3波統合型マスターを導入）やFNN・FNS系列局（NNN・NNSクロスネット局のテレビ大分を含む）、BSデジタル放送局又は地上デジタル放送各局を中心に多数納入している他、放送大学にも納入している。
その他、ラジオマスター、テレビ・ラジオの送信機やサテライト装置（中継装置）なども製造していて、一部の機器（GFシリーズ）については、グループ会社の池上通信機と共同で商品展開を行っている。かつてはテレビカメラやハイビジョンVTR（D6-VTR）も製造していたほか、NHKにもAPC装置を納入していたが、現在は地方局のラジオ運行装置のみである。

### 重電機
重電部門では、発電用のタービン、発電機、復水器、原子炉などの大型機器を製造する他、ゼネラル・エレクトリック（GE）社からライセンスを受け、日立製作所と共に日本における沸騰水型原子炉（BWR）のサプライヤーとして東京電力をはじめとする日本の発電事業者にBWRを販売しているほか、小型モジュール炉（4S (原子炉)など）の開発も進めている。GE社とは核燃料の製造販売や将来型原子炉の共同研究などを通じて深い繋がりがある。
また2005年に発表された英国核燃料（BNFL）社によるウェスティングハウス（WH）社の原子力部門売却に応札し、落札に成功した。世界中の商用原子炉の約半分の制作に関わったWH社は加圧水型原子炉（PWR）の世界的メーカーとして知られており、発電炉の主流としてPWRを据える欧州などに販路が広がる可能性が期待された。これにより世界一の原子炉メーカーとしての地位を得たが、結果的に東芝全体の経営危機に繋がる多大な負債を作り出した。2017年にWHは連邦破産法を申請し、2018年には東芝よりカナダの投資ファンド・ブルックフィールドへの売却が決定された。
2016年には独自の産業用モノのインターネット（IIoT）基盤である「SPINEX」を開始した。

### 計測機器

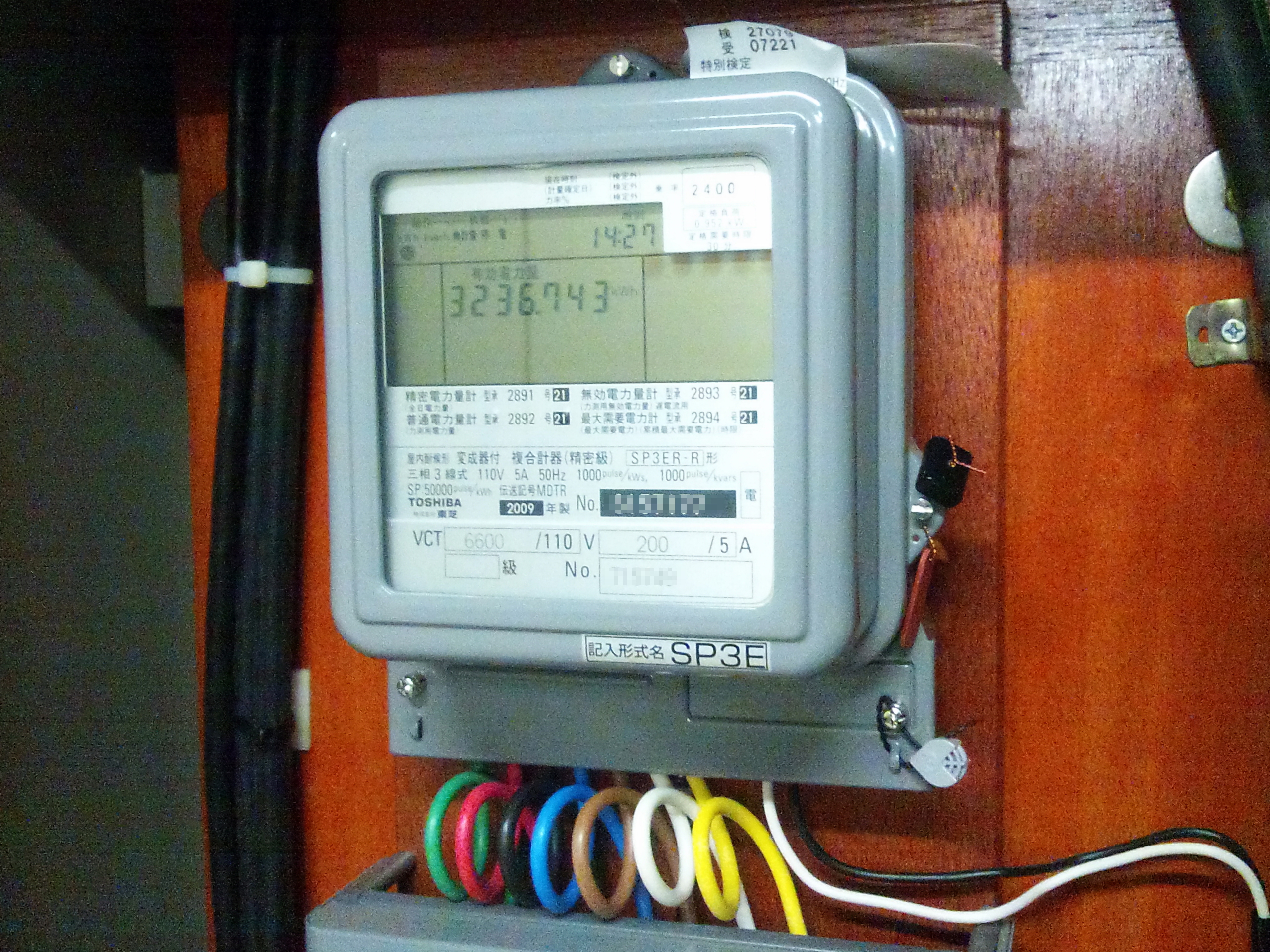
精密級複合計器（東京電力）向け
電力量計、無効電力量計、需要電力計を内蔵した電子式。大口需要家に設置されている。

電力会社向け電力量計・スマートメーターを開発・製造している。2011年のスイス同業・ランティス・ギアの買収により世界最大の電力量計メーカーとなったが、2017年に同社を売却している。

### 防衛関連機器
防衛省関連の製品として、地対空ミサイル・レーダーなどを開発・製造している。
- 地対空誘導弾改良ホーク（ライセンス生産）
- 81式短距離地対空誘導弾（SAM-1）
- 91式携帯地対空誘導弾（SAM-2）
- 91式携帯地対空誘導弾（改）（SAM-2B）
- 93式近距離地対空誘導弾（SAM-3）
- 03式中距離地対空誘導弾（SAM-4）
- 03式中距離地対空誘導弾（改） （SAM-4改）
- 11式短距離地対空誘導弾（短SAM（改II））
- 89式小銃用照準補助具（ダットサイト）
- 基幹連隊指揮統制システム（ReCs）：自衛隊のC4Iシステムの項も併せて参照。
- HPS-106：P-1哨戒機に搭載されているレーダー。
- HYQ-2戦術情報処理表示装置（AHCDS)：SH-60K哨戒ヘリコプターに搭載されている戦闘指揮システム
- HYQ-3情報制御処理器：P-1哨戒機に搭載されている戦闘指揮システム。
- 東芝製の民生用エアコンがソ連海軍のヴィクター型原子力潜水艦に搭載されていた事例もある[172]。

### 鉄道車両
2017年（平成19年）7月1日以降、鉄道事業は東芝インフラシステムズに分社化されている。
府中事業所では鉄道車両（ただし、電気機関車と、電車用VVVFインバータ制御装置や空調、補助電源、電動機、主制御器、マスター・コントローラー、列車選別装置などの電装品のみ）も手掛けており、日本では総合車両製作所、日本車輛製造、近畿車輛、川崎重工業、アルナ車両の各車両メーカー、阪急電鉄/阪神電気鉄道（神戸電鉄を除く阪急阪神東宝グループ、特に神宝線）などの各鉄道事業者や、東海旅客鉄道（JR東海）、西日本旅客鉄道（JR西日本）などのJRグループ各社をメインユーザーとする。また、小田急電鉄では小田急ロマンスカー（特急車、60000形まで）のみ制御装置を東芝製としている事例もある。
日本では、とりわけ、静止形インバータ（SIV）において納入実績が非常に多い。
電装品では日本では初めてIGBT素子を用いたVVVFインバータ制御装置を製造（営団06系電車を参照）した。また国鉄103系（試験用改造車）やJR東日本E331系などで見られるDDMや、東京メトロ16000系や阪急新1000系、阪神5700系などが採用している永久磁石同期電動機などの新技術の開発も行っている。
府中工場内には元国鉄103系電車2両が試験用として存在している。
鉄道車両との関りは古く、電車に初めて主電動機・制御装置を製作したのは、芝浦製作所時代の1899年（明治32年）のことである。機関車事業は1923年（大正12年）8月、伊那電気鉄道デキ1形に電機品を納めたのが最初で、車体を含む機関車一式は1926年（大正15年）11月製造の南満州鉄道撫順炭鉱向け73 t電気機関車2両が最初となる。戦前は南満州鉄道のほか、昭和製鋼所（満州国）など外地向けに加えて、EF52形、EF10形、ED42形など多数の電気機関車を製造した。
戦後はEF58形、EH10形、EF60形、EF63形、EF65形、ED61形（のちにED62形に改造された）、ED72形、ED73形、ED75形などを製造したほか、電気式ディーゼル機関車のDF50にも東芝製が存在した。2000年代以降は、JR貨物向けの機関車を製造しているのは東芝と川崎重工業 のみである。
また、東芝標準形といわれる凸形車体（センターキャブ形）の電気機関車を製造しており、数多くの機関車が各地の私鉄に納入されている。また、中には国鉄に買収された機関車（買収電機）もある。代表的なものでは、ED35形、ED37形などがある。1990年代以降は日本ではEH10形以来となる二車体8軸電気機関車・EH500形やEH200形、ハイブリッド機関車であるHD300形、電気式ディーゼル機関車であるDF200形のインバータ制御装置部、中国やアイルランドなどの日本国外向け電気機関車などを製造している。
かつてはJRからED76形電気機関車を譲り受け、1048（とうしば）号と改番し、VVVFインバータ制御の試作車として試験を実施した。このほか、中国では大連機車車輛（旧・南満州鉄道沙河口工場）と合弁会社を設立する等、積極的に日本国外へ進出している。
また鉄道車両以外では自動券売機や自動改札機などの駅務機器から、電力設備や電子連動装置なども手がけている。

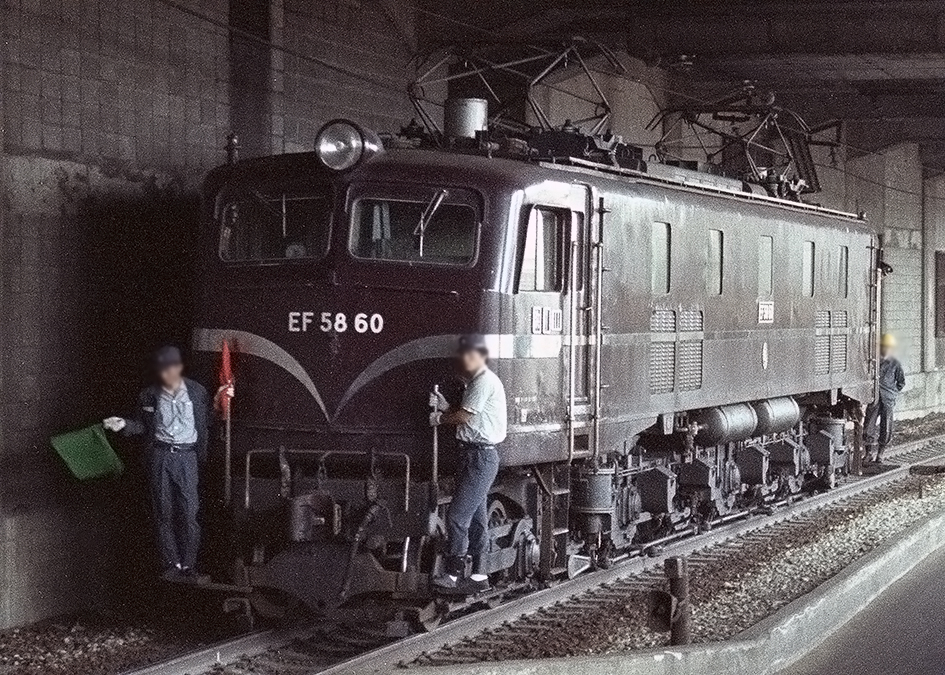
EF58形電機機関車 写真は同社が製造したお召し用の60号機。
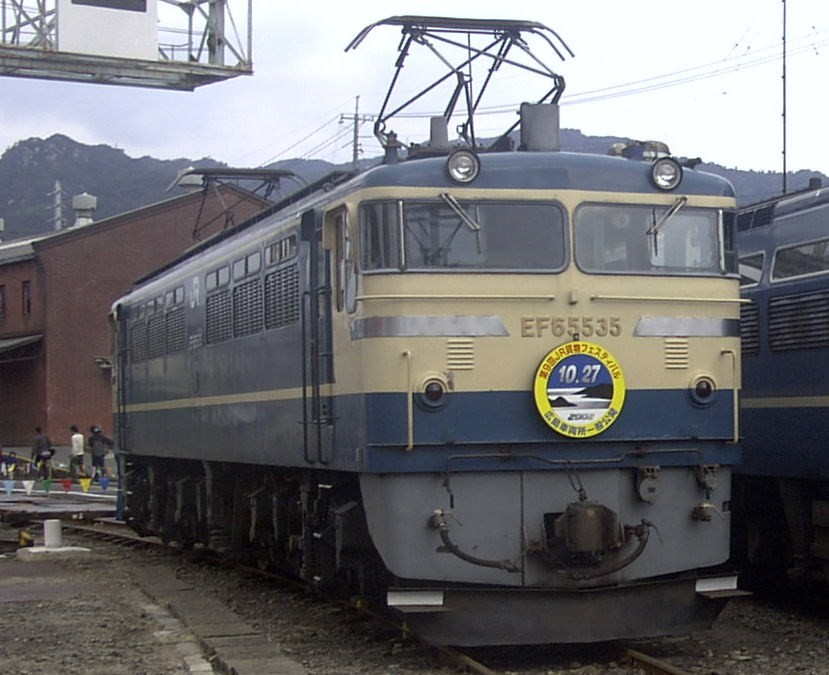
EF65形電気機関車 写真は同社が製造した535号機。2013年現在は同社府中事業所敷地内で静態保存中。
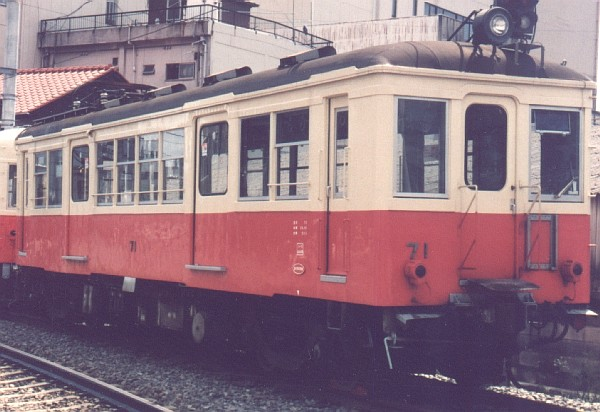
高松琴平電気鉄道71号 東芝が製造した唯一の電車。

## 別のグループへ継承して製造している製品
2015年の東芝グループの経営危機に伴い、社内カンパニーを分割し、関係子会社の売却を進めた。売却を行った後も承継会社にて東芝ブランド製品をそのまま継続して使用できる契約を結んでいる。

### 携帯電話
承継会社：富士通東芝モバイルコミュニケーションズ株式会社→富士通モバイルコミュニケーションズ株式会社→FCNT株式会社
携帯電話では、自社製の高性能3Dグラフィックアクセラレータ「MOBILE TURBO T4G」（一部のワンセグ対応機種は「MOBILE TURBO T5GP」が搭載される）を多くの機種に搭載していた。また、グループ企業である東芝モバイルディスプレイ（旧・東芝松下ディスプレイテクノロジー）社製のポリシリコンTFT液晶ディスプレイもユーザーからの評判が高かった。
携帯電話で初めて搭載した機能は、J-フォン（現：ソフトバンクモバイル）のJ-T08（2002年12月発売）のQVGA液晶や、auのA5304T（2003年2月発売）のアプリをダウンロードできるBREW、auのMUSIC-HDD W41T（2006年2月発売）の0.85インチHDD、auのW56Tの「KCP+」によるマルチプレイウインドゥ機能がある（2008年2月発売。同社のW56Tの実質的な兄弟機種のソニー・エリクソン・モバイルコミュニケーションズ製端末W54Sと同時発売。ただし、日本語入力システムなどの機能が一部異なる。KCP+のオペレーティングシステムはKDDIテクノロジーおよび三洋電機（大阪、現・京セラ SANYOブランド）との共同開発である）。
撤退時は、NTTドコモ、KDDI／沖縄セルラー電話の各auブランド（旧：IDO／DDIセルラー）、ソフトバンクモバイル（旧：デジタルフォン／デジタルツーカー → J-PHONE → ボーダフォン（日本））、ウィルコム（旧・DDIポケット）、イー・モバイルの5つの携帯・PHS全キャリアに端末を供給していた。このうち、NTTドコモ向けには、T2101V以降7年間端末供給が途絶えていたが、2009年6月20日にdocomo PRO seriesとして発売されたスマートフォンのT-01Aで供給が再開された。しかし発売直後に一部の地域にダイヤル不具合が発覚し、発売を一時中止することとなった。
かつてはツーカー向けにも端末を供給していたが、ツーカーのサービス終了に伴い、供給を停止している。2008年2月には、イー・モバイルにも参入する事を発表した（イー・モバイル向けの第1号機は音声用端末の「H11T」）しており、ドコモへの再参入により、事実上東芝はシャープと同様、携帯・PHS全キャリアに端末を供給する事となった。すでにサービスを終了したキャリア（ツーカー・アステル・ドコモPHS）を含めた全キャリアに供給実績があるのは唯一、東芝だけである。ただし、ドコモに参入していない状態が長く続いたため、2008年上半期時点の国内出荷台数に占めるシェアは5位と低迷している。
ソフトバンクモバイル向け端末には待ち受けキャラクターとして「くーまん」が採用されており、またau向け端末にはW53T以降のCDMA 1X WIN対応端末には待ち受けキャラクターとして「トウシバ犬」が採用され、このうちbiblioとT002に限り待ち受けキャラクターとして「デコレ村ソーダ」が採用されていた。
2008年4月よりスタートしたドラマ『ケータイ捜査官7』では、同社製の『SoftBank 815T』が改造され人工知能が付いた携帯電話が登場する。その後、SoftBankから『フォンブレイバー 815T PB』として発売されている。また、製作にも協力している。
日立製作所がハイエンド機に力を入れているのに対して、東芝は普及型端末からハイエンド（高機能）機まで（ただし、au向けの機種は法人向け音声用端末のE08T、およびIS02、E31Tなどのスマートフォンを含む2008年以降の機種よりKCP+並びにKCP3.0の関係上、ほぼ高機能機のみの展開となっている）幅広く手がけていた。一方ソフトバンクモバイル向け端末では国際ローミングに消極的な姿勢を見せており、2007年夏モデル以降はスマートフォンのX01T以外の全機種が国際ローミング非対応となってしまった。2008年夏モデルでは3Gローミングのみ対応（GSM非対応）となっている。
PHSはアステルグループとウィルコム（旧・DDIポケット）に端末を供給。2001年に発売のDL-B01以降供給が止まっていたが2007年にWX320Tでウィルコムに再参入。そちらのUIは日本無線と共通の物となっている。
2009年5月20日、東京都日野市の日野工場での携帯電話製造を同年10月に打ち切り、日本国内での携帯電話生産を終了する事を発表した。また、全機種を海外で生産し、その内自社生産分は、中国で生産するスマートフォンのみとなっている。
2010年6月17日、携帯電話事業を富士通と統合させることを発表した。同年10月1日に、富士通と新会社「富士通東芝モバイルコミュニケーションズ株式会社」（FTML）を設立し、東芝の当該部門のみを受け皿とする。
2012年4月1日、東芝出資分の富士通東芝モバイルの株式を富士通に売却し、携帯電話事業から撤退した。それに伴い富士通東芝モバイルコミュニケーションズは「富士通モバイルコミュニケーションズ株式会社」（FMC）に改称した。
略号は（FTML製造の東芝ブランド分含め）「T」または「TS」（後者はNTTドコモのPDC端末のみで使用）。
2018年10月1日、親会社である富士通コネクテッドテクノロジーズ株式会社が富士通モバイルコミュニケーションズを統合する。
2021年4月1日、富士通コネクテッドテクノロジーズが社名を変更し、FCNT株式会社となる。

#### 東芝携帯電話CMのイメージキャラクター
- 伴都美子（Do As Infinity）- 「Vodafone V302T」
- 持田香織（Every Little Thing） - 「Vodafone V601T」
- 大塚愛 - 2005年6月の「W31T」から2006年12月の「W47T」までのau（KDDI/沖縄セルラー電話）向け携帯電話
- BoA - 2001年12月の「C5001T」（ちなみに、auのcdmaOne対応端末としては最初にして最後の高額なフラグシップ端末であった）から2005年5月の「W21T」までのau向け携帯電話と2007年2月の「W51T」から2008年2月の「W56T」までのau向け携帯電話
- 倖田來未 - 2006年7月～2008年1月までのソフトバンクモバイル向け携帯電話
- ドリームズ・カム・トゥルー - 「Vodafone（SoftBank） 803T」など2006年6月以前のボーダフォン（現・ソフトバンクモバイル）向け携帯電話
- 黒木メイサ - 2008年6月のau向け携帯電話W62TおよびSportio（W63T）
- 千紗（girl next door） - 2008年11月のau向け携帯電話W65T
- 中田英寿 - 2009年6月からT-01A（NTTドコモ）向けのスマートフォン。

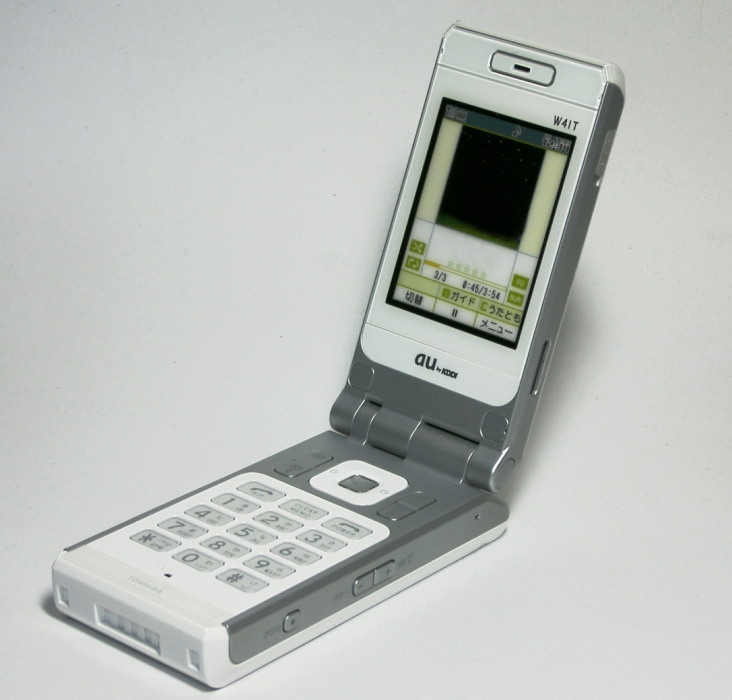
au by KDDI W41T 国内初のHDD（4GB）搭載（2006年）
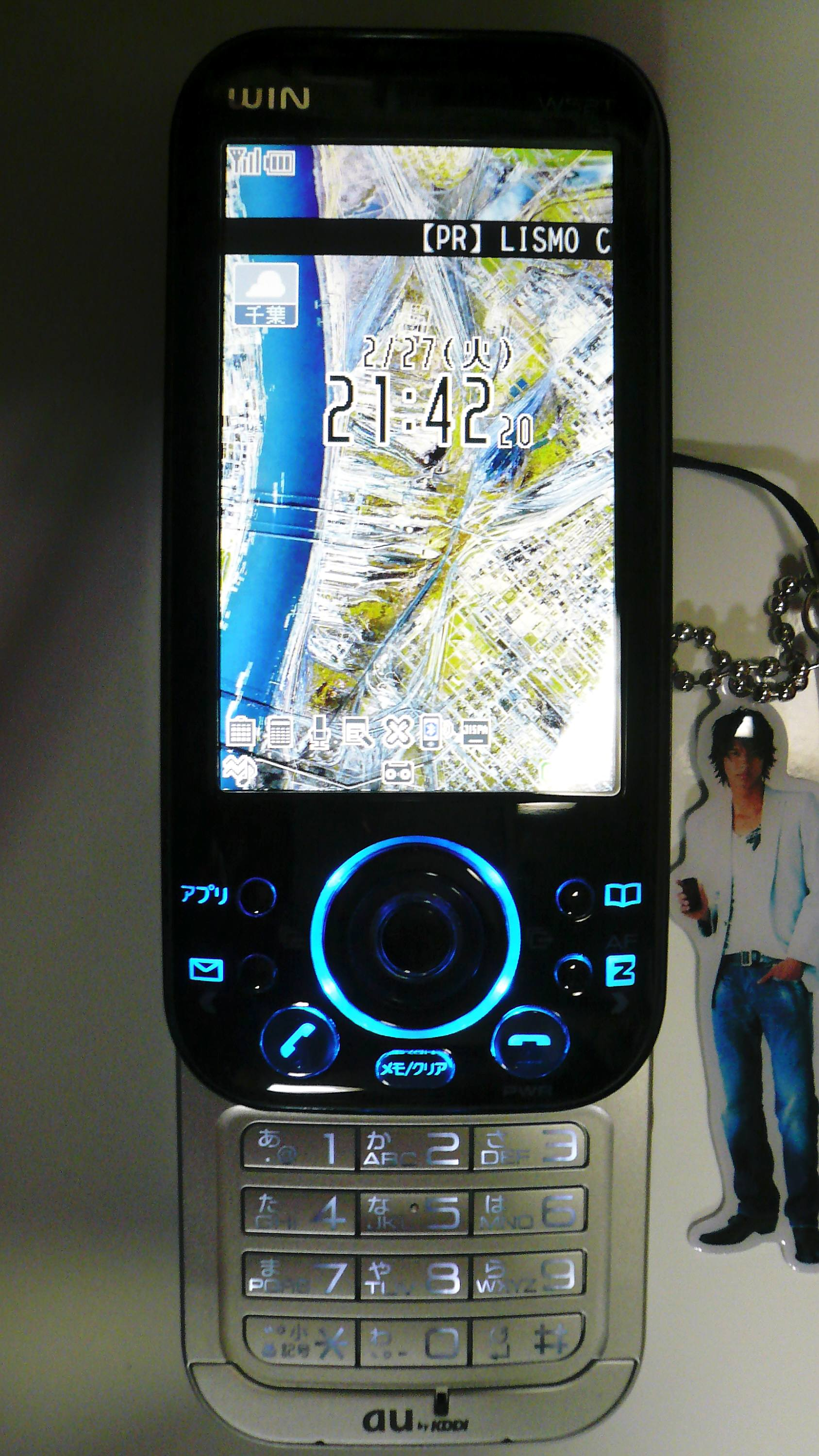
au by KDDI W52T 東芝製初のWVGA液晶・ワンセグ携帯
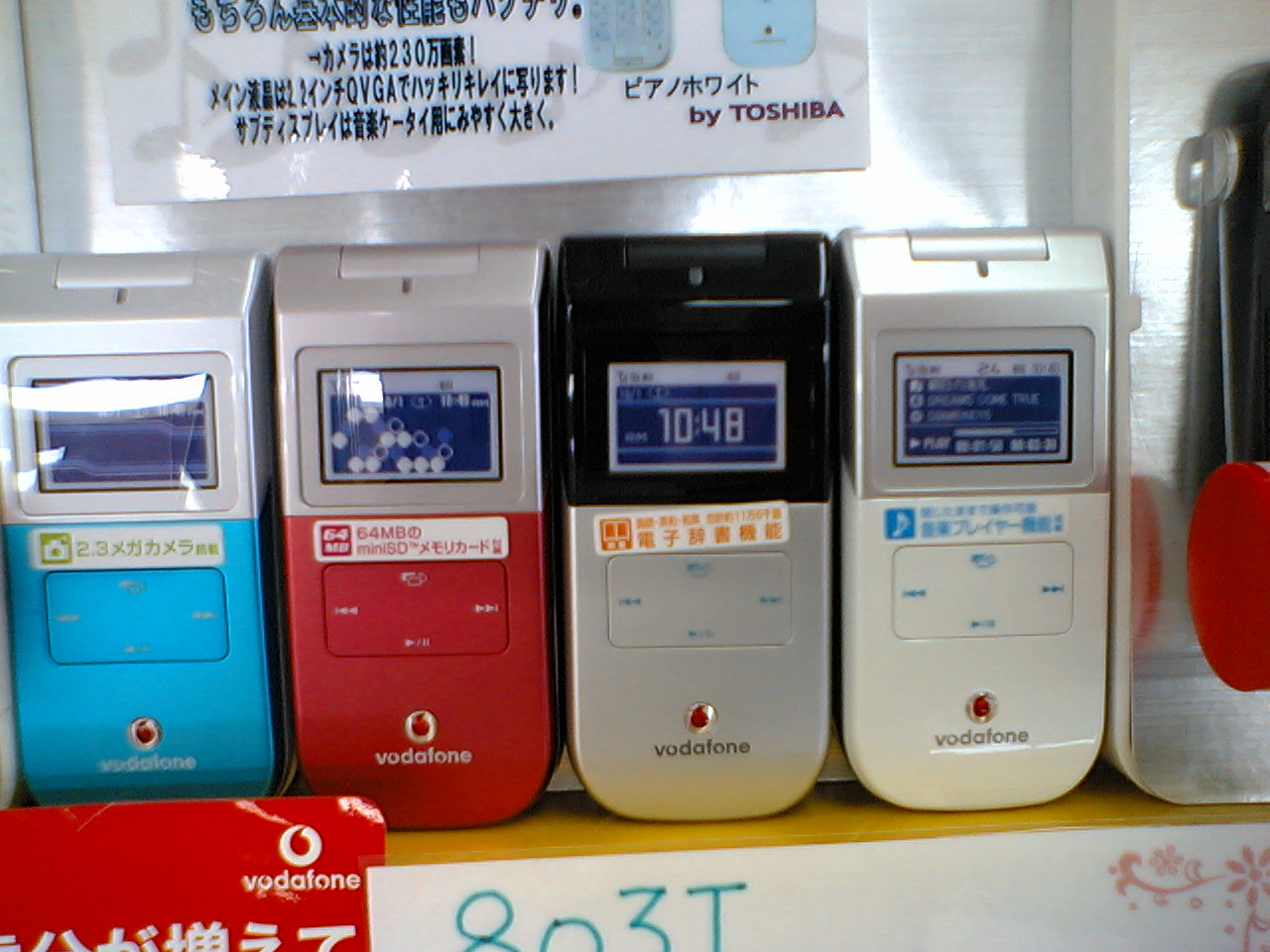
Vodafone（現：ソフトバンクモバイル）803T
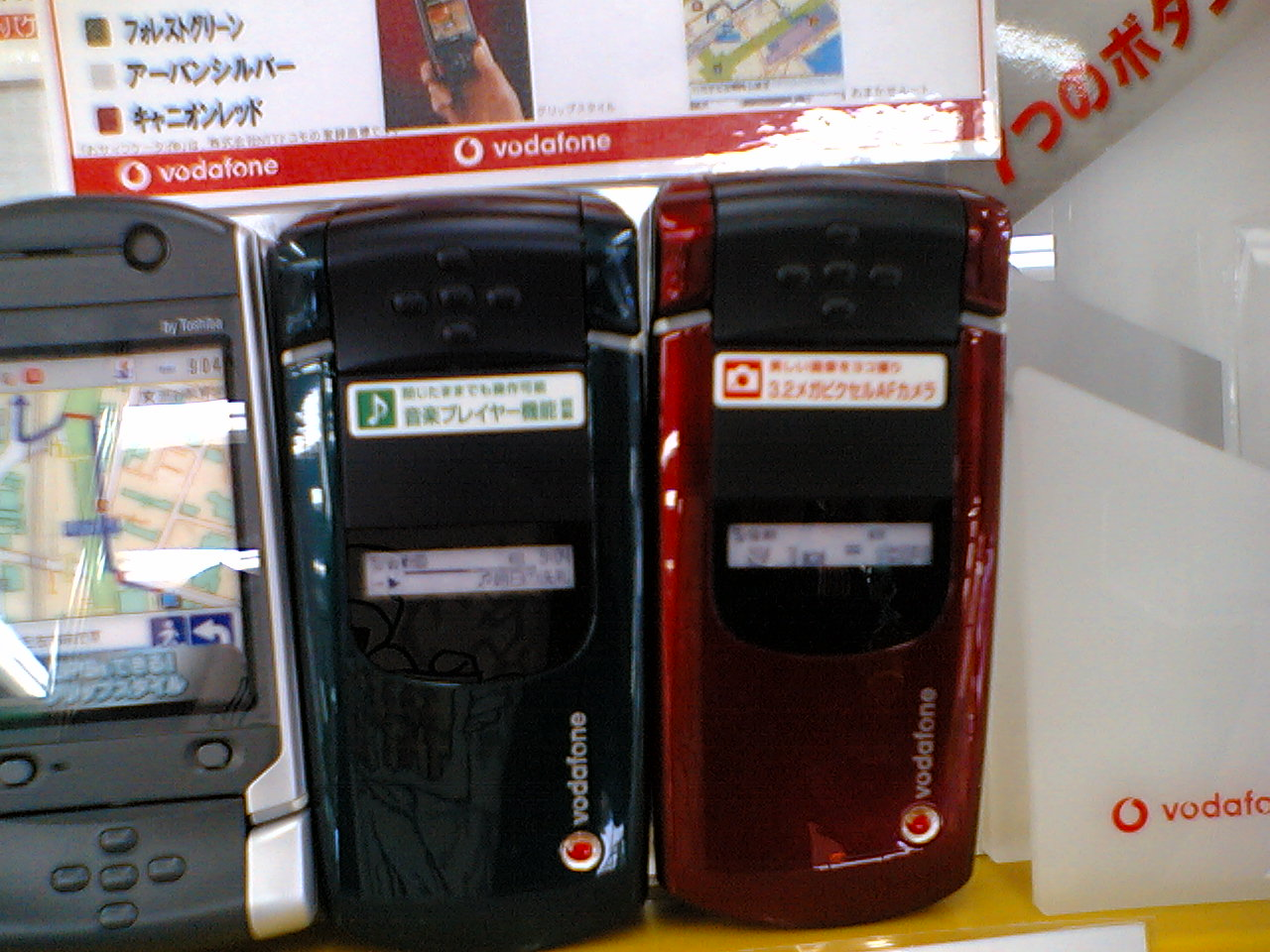
Vodafone（現：ソフトバンクモバイル）904T
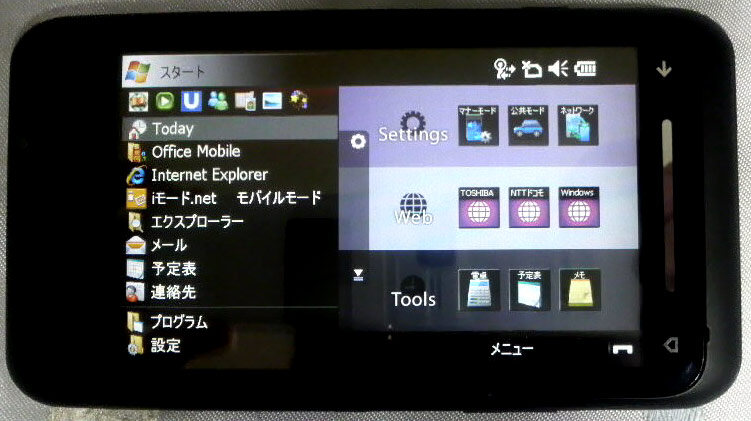
Windows Mobile docomo PRO series dynapocket T-01A
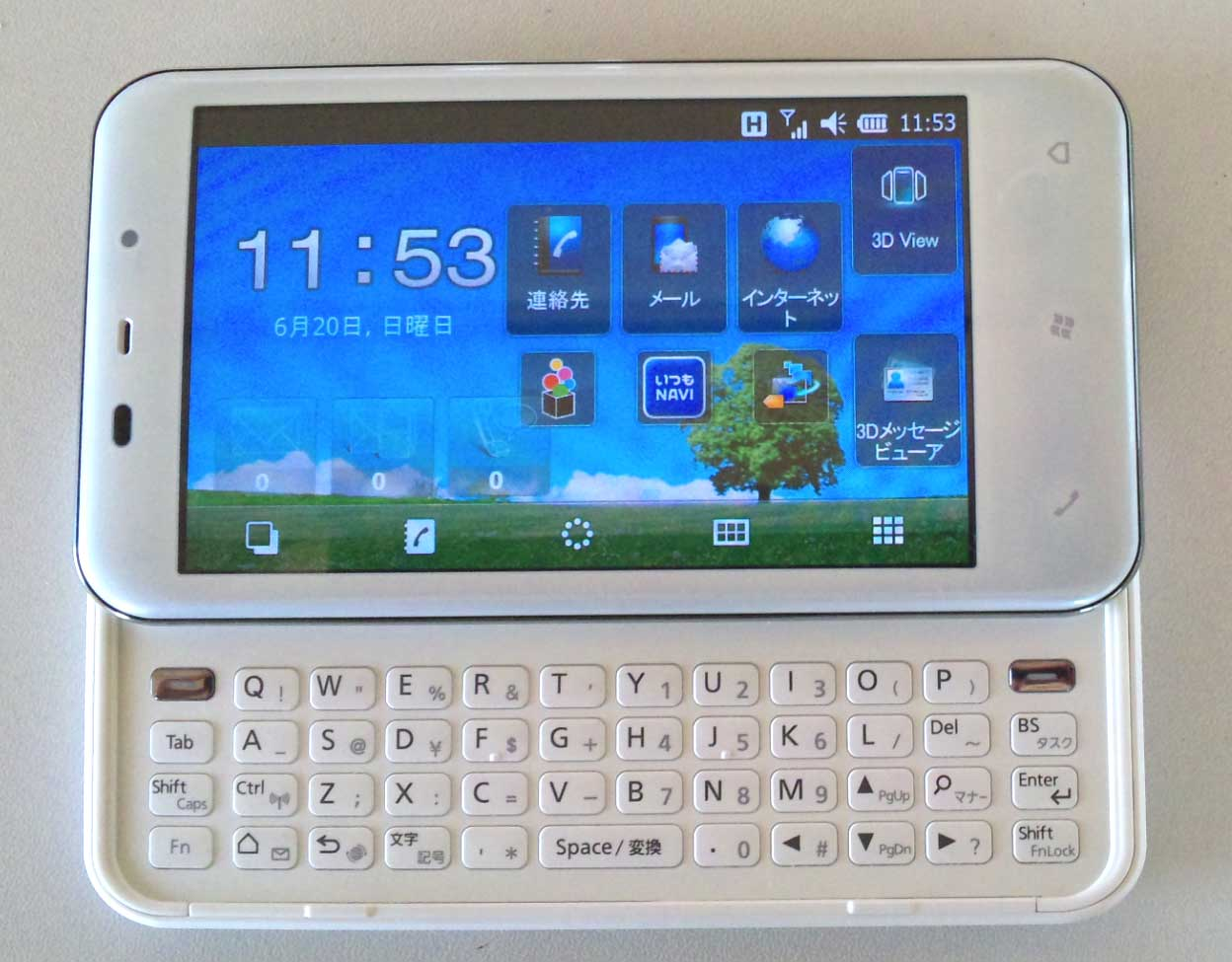
ドコモ スマートフォン dynapocket T-01B
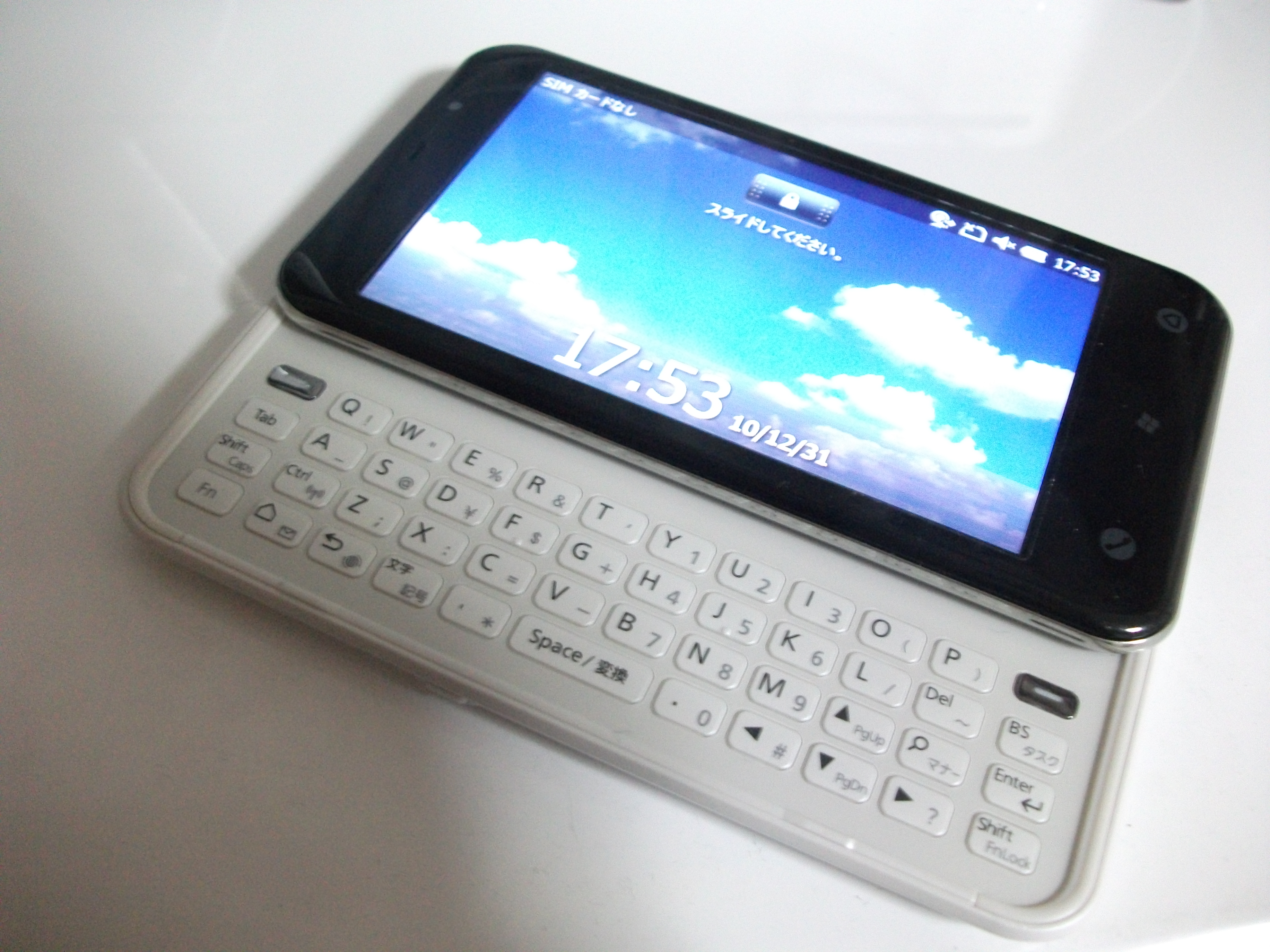
au by KDDI ISシリーズ dynapocket IS02 （TSI01）

### 医療機器
承継会社：東芝メディカルシステムズ株式会社→キヤノンメディカルシステムズ株式会社
東芝グループでの社会・インフラ部門の中核をなし、東芝グループ内での評価は高かった。子会社であった東芝メディカルシステムズは、特にX線CTでは、海外メーカー（フィリップス、シーメンス、GE）と並ぶ代表メーカーだった。CTの日本でのシェアは1位であったが、2016年3月17日に全株式をキヤノンに事業譲渡し撤退、東芝メディカルシステムズの社名自体も、2018年1月4日にキヤノンメディカルシステムズへ商号変更。
内視鏡の販売部門は2002年4月、フジノンとの合弁としてフジノン東芝ESシステムを設立。2009年には、出資していた40%の全株式を富士フイルムに譲渡した。富士フイルムとの協力関係は継続している。

### エンターテインメント
承継会社：東芝EMI株式会社→株式会社博報堂DYミュージック＆ピクチャーズ
東芝は日本の電機メーカーではソニーと並んでエンターテインメント分野に積極的に取り組み、音楽や映像で家電製品とのシナジー効果が目指された。
音楽ソフト（レコード）部門は1960年10月1日に東芝音楽工業株式会社として分離独立し、同社は米国のキャピトルEMIの出資を経て1973年10月1日に東芝EMI株式会社と社名を変更した（正式社名は東芝イーエムアイ株式会社）。また、2003年10月1日にアミューズよりアミューズピクチャーズを買収して東芝エンタテインメントと社名を変更し、ワーナー・ブラザースに資本参加するなど、映画の制作・配給分野にも進出した。かつてはワーナー・ブラザースと日本テレビの合弁企業「トワーニ」を設立したが、解散している。
東芝は三井グループ内では独立色の強い企業ではあったが、戦前の三井財閥時代から「軽工業や第三次産業（エンターテインメント産業は第三次産業に属する）には強いが、重化学工業には弱い」といわれてきた三井にとって東芝及び東芝傘下の東芝EMIや東芝エンタテインメントを通じてエンターテインメント産業に力を注ぐことは「エンターテインメントに強い三井」のアピールとなるため、2000年代前半までは東芝は三井グループの一員として、この色彩を強めるものと考えられていた。
しかしその後、東芝本体は経営資源を主力となっている半導体事業や原子力事業に集中し、中核ではないコンテンツ・エンターテインメント分野などの事業は他の事業との相乗効果が見られないと判断、切り離す方針を採る。2006年12月にはこの方針と英EMIグループの日本事業強化に伴う株式買い取り提案とが合致し、2007年度上半期中に保有する東芝EMI株をEMIグループに全株売却し、音楽事業から撤退すると発表（譲渡後、同年6月30日付で社名を「株式会社EMIミュージック・ジャパン」に変更）、更に2007年4月には東芝エンタテインメントの全株式を、5月1日付で博報堂DYメディアパートナーズに譲渡すると発表（譲渡後、同年6月1日付で社名を株式会社ショウゲート（現・博報堂DYミュージック&ピクチャーズ）に変更）し、エンターテインメント分野からは完全撤退をすることとなった。
過去に2本、東芝自身が製作委員会に参加したテレビアニメ作品がある（下記参照）。
2012年1月26日に電子ブックリーダー『Book Place』という製品を発売しており、BookPlaceストアという電子書籍書店をBookLiveと協業していたが、2013年4月4日、新たに『BookPlace Cloud Innovations』という直営ストアを開店。BookPlace MONOというE-Ink搭載端末を販売したが、2015年にサービス全体はU-NEXTに譲渡された。
ほぼ完全にエンターテインメント分野と手が切れた形だが、同社のテレビ、レグザではクラウド録画機能「みるコレ」の拡充で角川書店などのアニメ作品などと提携するなどして細々とコンテンツ業界との関係は維持している。

### 東芝ブランド許諾商品等製造会社へ継承して製造している製品

#### 薄型テレビ（REGZA、レグザ）
継承会社：東芝映像ソリューション株式会社→TVS REGZA株式会社（中国・ハイセンス傘下）
東芝の薄型テレビはハードディスクやネットワークと連携しテレビの映像を簡単に録画できる液晶テレビ「REGZA」を主軸とし、これまで低かった同社の液晶テレビのシェア率を徐々に伸ばしたが、2008年度の国内の液晶テレビシェアは12%で4位であった。
2009年、中国で液晶テレビの不具合が多発、集団訴訟がおきていた。次世代の薄型大画面テレビではSED方式をキヤノンとの合弁会社により共同開発するも、東芝の出資会社であることに特許係争先の米Nano-Proprietary社が難色を示し、問題の早期解決を図るため東芝としての出資分をすべてキヤノンに売却した。しかし東芝からの従業員の出向は継続しており、SED方式のテレビは東芝からも発売を行う予定としていた。
その後、海外メーカーとの激しい価格競争が続いていて、東芝は2015年、映像事業を抜本的に見直し、今後は画質や録画機能に関して高い評価と安定したシェアを持つ国内市場に注力し、4Kテレビを中心とした高画質モデルの自社開発・販売を継続していくことを明らかにしていた。海外市場については台湾コンパル社や中国スカイワース社へのブランド供与型ビジネスへ移行した。
しかし、東芝は2018年2月28日、TV事業の売却を決断し、東芝映像ソリューション株式の95%を中華人民共和国のハイセンスグループに売却した。東芝は残り5%を保有している。

#### レコーダ・プレーヤー
継承会社：東芝映像ソリューション株式会社→TVS REGZA株式会社（中国・ハイセンス傘下）
1996年11月に世界初の家庭用DVDプレーヤーSD-3000を発売。DVDとBDのプレイヤーを引き続き販売している。
HDD&DVDレコーダでは2001年、世界に先がけ製品化（RD-2000）、RD-Styleとして次々と新機種を発売。バグ、動作速度、機能性ともに順次改良されてゆく。その後、地上デジタル放送に対応するためシステムを一新し、ブランド名を「VARDIA（ヴァルディア）」に変更。
NECとともに HD DVD を開発、ソニーの Blu-ray Disc（BD）と熾烈な規格争いを繰り広げるも、2008年2月19日、BDとの規格争いに破れ撤退を発表。損失処理に必要な金額は1000億円以上とされている。詳細はHD DVD#東芝の撤退発表後の各業界の動きを参照。
2009年8月10日、BD参入に向けてブルーレイ・ディスク・アソシエーション（BDA）への申請しているが、「BDに負けたら土下座をする」と発言した、当時のDM社社長藤井美英の土下座は行われておらず、東芝側から土下座発言についての見解は一切出ていない。
その後、東芝は正式にBD陣営に参入、先にBDドライブ搭載の「dynabook」（ノートパソコン）を発売。さらに、2010年2月にBlu-ray対応レコーダー「VARDIA」を発売。その年の9月にVARDIAからREGZAへとブランド名を変更し発売した。REGZAブルーレイは、3Dに対応した機種が東芝では初の発売となった。

#### オーディオ
承継会社：東芝ライフスタイル株式会社（中国・美的グループ傘下）。かつては「ボストン」や「Aurex（オーレックス）」のブランドでオーディオ商品を展開していた。また、ゼネラルオーディオの分野では、80年代初めから半ばにかけ、ヘッドホンステレオ「Walky（ウォーキー）」や、ラジカセ「SUGAR（シュガー）」といった人気ブランドを擁していた。しかし、90年代初めには東芝本体の経営方針転換により、オーディオの自主開発を中止。順次ケンウッドやシャープのOEMに切り替わった後、それらの販売終了と共に東芝ブランドのオーディオは一旦市場から消えた。2002年、ハードディスク搭載のMP3プレイヤーgigabeatを発売し、東芝ブランドのオーディオ製品が約10年ぶりに復活した。このgigabeatは2007年まで5年間発売されていた。また、マイクロソフトが販売していたMP3プレイヤーZune（日本公式未発売）のハードウェアの開発・製造も同時期に行っていた。なお、2003年からゼネラルオーディオ分野においても、グループ会社の東芝エルイートレーディングが企画・調達する形で、CDラジカセ、ラジオ、スピーカーシステムといった製品ラインナップが復活。東芝ブランド製品として家電量販店や系列の家電品販売店「東芝ストア」で販売している。2016年、更に機種を増やし、26年ぶりとなる「Aurex」を冠したハイレゾ対応卓上型CDパーソナルシステムも発売。

#### 白物家電
承継会社：東芝ライフスタイル株式会社（中国・美的グループ傘下）

#### コンピュータ、パソコン

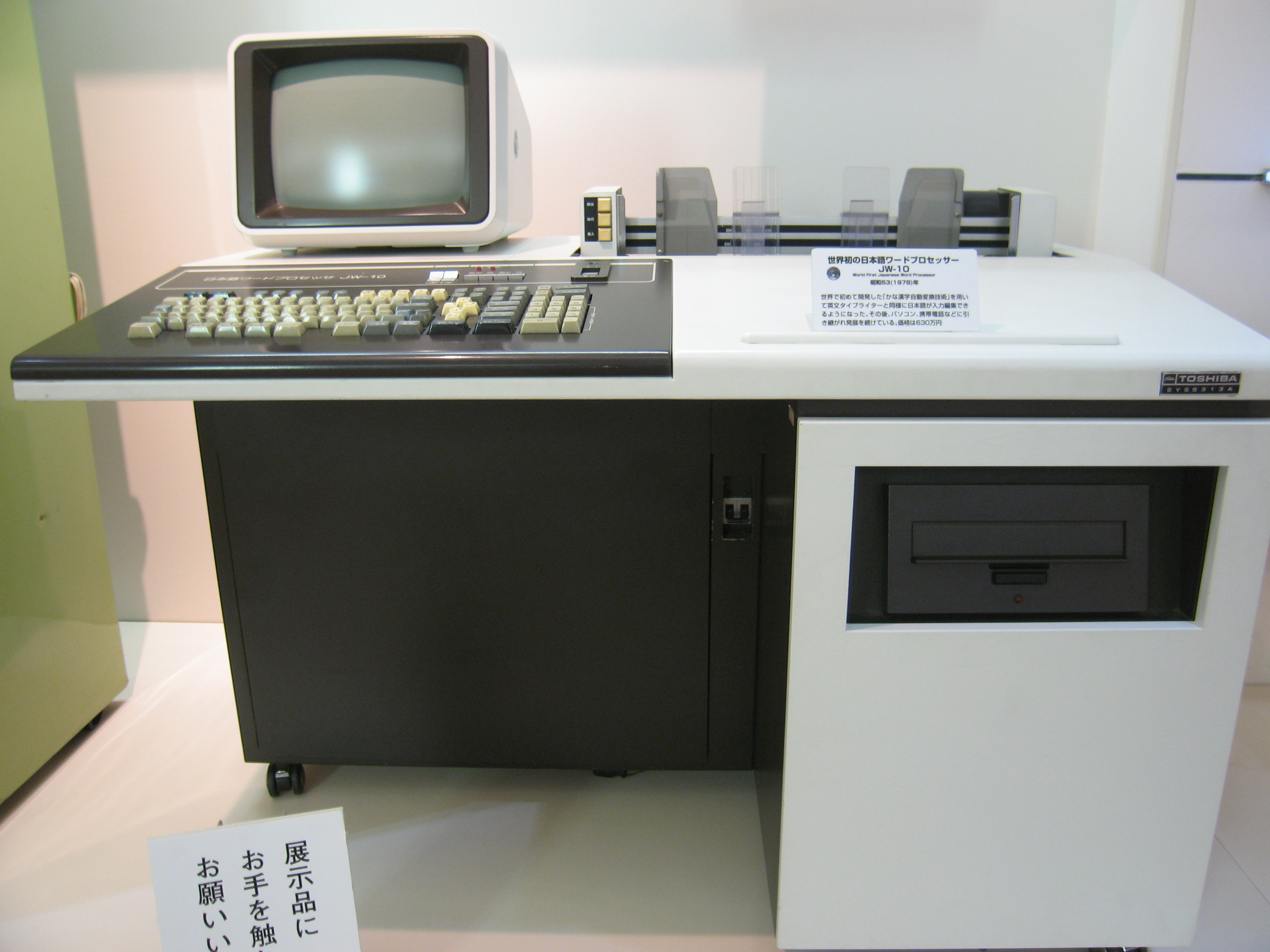
世界初の日本語ワープロ JW-10

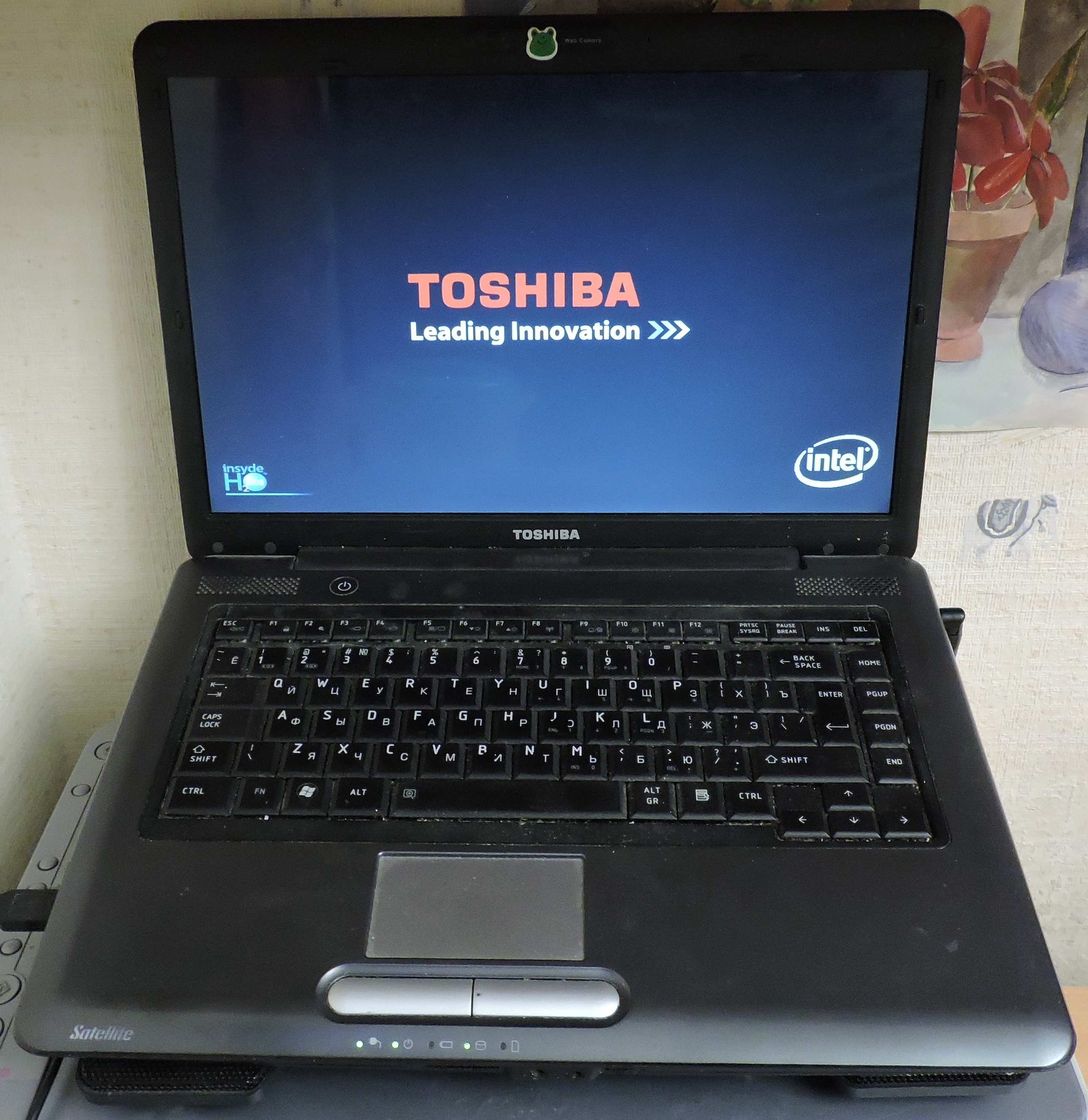
Toshiba Satellite A300

承継会社：東芝クライアントソリューション株式会社→Dynabook株式会社（シャープ完全子会社）
コンピュータに関しては、1950年代に真空管を使用したTACのハードウェア開発を発端とし、TOSBACの名で製品をリリースしていた。
また国策として日本電気（NEC）と共に、メインフレームを製造（ACOSシリーズ77、実際にはACOS-6シリーズ）していたが、比較的早い時期に撤退した。日本電気と共同で設立したSI会社、「日電東芝情報システム」（のちに、NEC東芝情報システム、通称NTIS）で、ACOSシリーズのSI事業を中心にした事業を行なっていたが、2004年4月に東芝との合弁を解消した。
Unixサーバ・ワークステーションとして、Sun Microsystems社の製品をOEMでの販売をしていた。大・中規模サーバ系（Sun Enterpriseなど）は UX series、デスクトップサーバ・ワークステーションは AS series というブランドであった。ASシリーズでラップトップワークステーションの開発および販売も行っていた。
パーソナルコンピュータでは、8ビット機として「PASOPIA」（パソピア）シリーズ、16ビット機として「PASOPIA16」、独自に日本語化したラップトップ型PC/AT互換機「J-3100」シリーズ、ノート型のPCでは「DynaBook」（ダイナブック（現在は「dynabook」）。海外向けはSatellite）を開発し、1993年から2000年までノートPCシェア7年連続世界1位となった。また、「Libretto」（リブレット）の人気が高かった。デスクトップPCについては企業向けのEQUIUM（エクィアム）を除き生産を終了した。
また、2007年度のノートPC世界出荷台数は1270万台、当時のシェアは9.0%であり、2.5型、1.8型のHDDを他社へ販売していた。また、青梅事業所は、日本語ワープロの国産第1号機 （JW-10） を開発した。この経緯はNHKのプロジェクトX〜挑戦者たち〜で取り上げられた。青梅事業所は、2015年に閉鎖・売却された。
他にも、企業向けにTOSWORD（トスワード）、個人向けにはRupo（ルポ）シリーズを販売した。名称としての「Rupo」は、東芝製携帯電話の文字変換ソフトとして2005年まで使われていた。
2015年の売上高は6663億円となり、赤字が続いていた。2015年12月に富士通とVAIOとの3社によるパソコン事業を統合する検討に入ったと報じられ、実現すれば日本シェア首位のパソコン企業が誕生する ところであったが、2016年4月に統合交渉は白紙に戻った。2018年、東芝クライアントソリューションの株式80.1%をシャープに売却し、2020年に残り全ての株式も売却。パソコン事業からは完全撤退した。

#### 空調
承継会社：東芝キヤリア株式会社
東芝のビルソリューション事業の中核事業であった。2022年8月1日に合弁先であった米キヤリアに売却した。
なお、家庭用ルームエアコンはすでに東芝ライフスタイル売却に伴い、中国・美的グループ傘下。

## 主な製品ブランド
子会社のブランドを含む。

### 現行
- E-CORE（イー・コア） - LED照明器具・LED電球
- メロウホワイト / メロウ5 / メロウZ / メロウZ ロングライフ / メロウZ PRIDE - 蛍光ランプ
- ネオスリムZ / ネオスリムZ PRIDE - 高周波点灯専用蛍光ランプ
- ネオボールZ / ネオボールZリアル / ネオボールZリアルPRIDE - 電球型蛍光灯
- CANVIO（キャンビオ） - 外付けハードディスク
- EXCERIA（エクセリア） - プレミアム系SDメモリーカード
- MAGNIA（マグニア） - IAサーバー
- e-STUDIO（イー・スタジオ） - 複合機
- Dynario（ダイナリオ） - モバイル燃料電池
- CuteBeat（キュートビート） - CDラジオカセット
- Aurex - ハイレゾ対応プレミアム系パーソナルCDシステム[注 14]
- RENECAT（ルネキャット） - 酸化タングステンを使用した可視光応答型光触媒

### 過去
- TRY-X - BCLラジオ受信機、「SOUND750」の後継機。
- SOUND750（サウンドナナハン） - BCLラジオ受信機、1973年にはテレビ音声が受信できるタイプも発売された。
- アラカルト - 電子レンジ
- 置けちゃうビッグ - 大型冷凍冷蔵庫
- 置けちゃうスリム - 中型冷凍冷蔵庫
- 鮮蔵庫 - 冷凍冷蔵庫。 「リーチin保湿鮮蔵庫」、「the鮮蔵庫」、「theノンフロン鮮蔵庫」、「光プラズマ鮮蔵庫」など、世代や型番によりバリエーションがあった。
- プラズマ鮮蔵 - 冷凍冷蔵庫
- グラシーオ - 大型冷凍冷蔵庫
- みはりばん庫 - 冷凍冷蔵庫
- かわりばん庫 - 冷凍冷蔵庫
- 野菜収納名人 / まるごと鮮度名人 - 冷凍冷蔵庫
- I wish - 小型冷凍冷蔵庫
- 快速冷凍 - 東京芝浦電気時代の冷蔵庫。1982年。
- 優凍生セレクト
- 冷吉 - 冷凍庫
- 北斗星 - 冷凍冷蔵庫
- Great北斗星 - 1975年頃製造。また縦に大型なGreat北斗星なる製品もあった。3段で一番下はワンタッチ式の開閉可能な野菜室、直冷式。
- クリアーナ北斗星 - 1970年代製造。快速冷凍ボタン装備。
- IC快速冷凍冷蔵庫
- プラスワン - 下段収納庫が付いた冷蔵庫。
- フリーザーMAX - 1965年発売の１ドア冷凍冷蔵庫。
- Dailycook（デイリークック） - オーブンレンジ
- クックモア - 1979年頃製造。反射ガラスを搭載したオーブン
- クロワッサン - 1979年頃製造。自家製パン調理器具
- 剛熱かまど炊き - IH保温釜
- 鍛造はずみ炊き - IH保温釜
- マイコン - 保温釜
- かまど炊き風 - 保温釜。1970年代製造。
- 真空ひたし圧力かまど炊き / 真空ひたしかまど炊き / 真空圧力炊き / 真空炊き - 真空IH保温釜
- 一品削り出し本丸釜 - 真空圧力IH保温釜
- 圧力仕込み - 圧力IH保温釜
- 銀河 - 洗濯機。世代や型番、洗濯機のタイプにより「S-DD銀河」・「快速銀河21」・「DDインバーター銀河」・「シャワーリンス銀河」など違う名称を用いていた。
- ザ・トップインドラム / ザ・フロントインドラム - ドラム式洗濯乾燥機
- ハイブリッドドラム / エアコンサイクルドラム S-DD SOLA - ドラム式洗濯乾燥機。「ハイブリッドドラム」でも S-DD WIND を記したモデルがあった。
- 最洗ターン - 1980年代後半に登場した洗濯機。それまでドラムに付いていた服を回転させる羽根が無い仕様。
- エアロサイクロン - サイクロンクリーナー
- コードがゼロ - コードレスマジックサイクロンクリーナー
- Typhoon Robo / Typhoon Robo XP / Typhoon Robo Pack - クリーナー
- 強と清 - クリーナー
- 排気がゼロ - 排気循環式クリーナー
- ひっぱれー - ロールフィルター内蔵型台所用換気扇。
- 守礼 - 沖縄地区限定販売のエアコン。cmのナレーターが横沢啓子。
- やすらぎ - 電気毛布
- ホッカー - ホットカーペット
- かなりや、うぐいす、かっこう、めじろ - 「マツダ」ブランドとして製造販売された真空管式ラジオ。1962年から東芝ブランドに変更。
- しゃくなげ、金魚草、風鈴草ほか - 1950年代〜1967年に発売した扇風機。機種ごとに花の名前がつけられていた。1964年ごろのモデルより首の部分がボタンひとつで伸縮可能な「リモートアップ」、分刻みのタイマーで自動的に電源が切れる「タイムスイッチ」、底部の四隅に内蔵された車輪あるいは底部の真ん中に内蔵されたターンテーブルにより本体ごと向きを変えられる「ロータリーベース」が採用されるようになった。
- CRYSTAL ZEPHYR - 1968年頃〜1970年頃に発売された扇風機。「リモートアップ」や「タイムスイッチ」が引き続き採用されたが、「ロータリーベース」のみこのモデルを以て廃止された。
- Quie - 低騒音型クリーナー
- Mega Wheel（メガホイール） - 紙パック式クリーナー。低騒音仕様の最上位機種として「Mega Wheel type Quie」も発売されていた。
- Smarbo（スマーボ） - ロボットクリーナー。
- 木かげ（こかげ） - エアコン
- 輝き仕上げ - 食器洗い乾燥機
- ふんわり - 1970年代に登場した衣類乾燥機
- マイナスイオン速清快・空気の戦士・臭わんニャー - 空気清浄機
- GigaEnergy - ニッケル一次電池
- ULTRA Z - アルカリ乾電池
- UNICAD - ニッケル・カドミウム蓄電池。ニッケル水素電池への移行に伴い廃止。
- Electrolux by Toshiba - 白物家電。スウェーデンエレクトロラックス社とのコラボレーションブランド。2006年（平成18年）の3月末に販売終了。
- ユニカラー - 1965年 - 1971年に製造されたブラウン管カラーテレビ。
- ICブライトロン - 1971年 - 1975年に製造されたブラウン管カラーテレビ。
- ブラックストライプ - 1975年 - 1979年頃まで製造されたブラウン管カラーテレビ。初代イメージキャラクターは桂三枝（現：六代目桂文枝）が務めた。
- BAZOOKA - ブラウン管テレビ
- CORE - 1982〜1985年頃まで発売されたブラウン管カラーテレビ。RGB端子などが備わったニューメディア対応型。
- Premage（プリマージュ） - 1980年代に製造されたブラウン管カラーテレビ。見たい番組の時間が来ると電源が自動で入る仕組み。その後、東芝テックのコピー機などのブランドとしても用いられた。
- FACE - 液晶テレビ/ブラウン管テレビ/プラズマテレビ
- ときめきの色 - 1970年代製造のカラーテレビ
- スペースイン18 - カラーテレビ
- サーボビジョン - ステレオテレビ、FM付。後発でFMチューナーも装備された。
- ぱっちりセンサー - デジタルタイマー付き。
- カンタロウ - 初心者向けHDD/DVDレコーダー。その後「VARDIA」に統合された。
- RD-Style/W録 - HD DVD/HDD/DVDレコーダー。「W録」は機能名として現在も用いられる。
- ホームスクリーン45 - ビデオプロジェクター
- gigashot - HDDビデオカメラ
- BomBeat - ラジオカセット、1970年代製造。ひとりはテープ、ひとりはラジオを同時に聞ける仕様。
- Walky - ステレオカセットプレイヤー。チューナー（初期の機種はカセット型チューナーパック式）や録音機能、再生EQ、メタルテープ対応等の高機能製品が存在し、今もなお人気があり故障品であってもオークションでの取引も盛ん。このシリーズかは不明だがステレオマイクロカセットプレイヤーも存在していた。
- Tweety - 「Walky」の後継機。機械式の安価なカセットプレーヤーのみのラインナップであった。
- SUGAR - 1980年代後期発売のラジオカセットレコーダー
- ヒットパレード - 小型カラオケ用8トラックプレイヤー。このシリーズ以外にも各メーカーが発売していた木箱の大型カラオケ8トラック・カセットも発売していた。
- gigabeat - HDDオーディオプレーヤー
- BREZZA - 個人向けデスクトップパソコン
- Qosmio - ノートパソコン
- Libretto - ノートパソコン。一部海外ではdynabookが統合。
- GENIO e - PDA・ポケットPC
- dynapocket - NTTドコモ・au・ソフトバンクモバイル向け各スマートフォン
- Trance Cube - ワイヤレスステーション
- Rupo - パーソナルワープロ
- ジュースメーカー
- SPOT - ファクシミリ
- miro - ファクシミリ
- 風のイマージュ - 扇風機
- uLos（ウルオス） - 加湿機能付空気清浄機（CAF-KP40X/KP50X）、気化式加湿器（KA-P30X/P50X/P70X）に用いる。ファン（ターボ・ブロワーファン）まですべて外してお手入れできる独自の「実感クリーン構造」を採用。
- Sora - デジタルカメラ
- モバビジョン - モバイル放送受信機
- VIEWSTAR - ベータ方式後期・VHS方式初期のビデオデッキ
- ARENA - VHS方式中・後期のビデオデッキ、DVD&VHSデッキ、8ミリビデオもあった。
- VARDIA - HD DVDレコーダー・ハイビジョンレコーダー・ブルーレイレコーダー/プレーヤー
- ポータロウ - ポータブルDVDプレーヤー
- ビュースター - 1980年代製造のポータブルビデオ。逆転スロー再生が可能だった。人気シリーズのため、種類の豊富で、10年以上の長期渡って製造された。
- ハイピクチャー - HiFiビデオ
- マイドリーム - ビデオディスクプレーヤー
- COPIX - 電子ファクシミリ。15秒の高速転送とワンタッチ式操作が売り。
- デジタル - ビデオレコーダー
- レオドライ - PPC電子複写機。
- ペルシャム - ホットカーペット
- ツインカラー - 複写機
- HOTLAND - ファンヒーター
- カラットキーパー - 写真用品向け防湿庫。写真家の間では東洋リビングの防湿庫と人気を二分していた。他にも明暗を切り替えられる暗室電球も生産していた。
- カスタム、コンピュータ×××（×には機種名が入る） - カメラ用フラッシュ
- TOSFile - コンピュータ用記憶装置。1979年（昭和54年）に発売され、30cm大の光ディスクにレーザースキャンで読み取った画像を保存可能であった。光ディスクの容量は約1GB。他社にも似た記憶装置があったが、互換性はない。
- TOSWORD - 文字記録装置。
- TOSBAC漢字システム15 - 漢字記録装置。
- 週録ビデオ - 多機能録画装置。
- ノイズレス - NHKとの共同開発。点灯時におけるテレビ・ラジオの雑音を防ぐ蛍光灯。
- マジック - 家庭用電気掃除機
- ヤング・セブン - 1964年頃に製造販売されたトランジスタラジオ、ジェリー藤尾によるイメージソングは東芝音楽工業よりレコード化もされた。
- ランドリエ - 家庭用衣類乾燥機。
- ボストン - セパレートステレオ装置
- アクタス - ポータブルラジオ
- カレッジエース - テープレコーダー
- リズミー - ポータブル電蓄、ポータブルステレオ電蓄
- ミエロン - 1970年代後半～80年代前半に製造販売されたスチームアイロン。カセット式の中身が見える水タンクが特徴。
- クリフティ - 1970年代末に登場した石油暖房器具。
- ドライ７ - 1970年代に製造された除湿温風乾燥機。多機能で布団や衣類、押入れも乾燥できた。
- ネオブルー - 1970年代製造。体温計。目盛りが赤かではなく青なので体温をはっきりと読み取りやすかった。
- メロウルック - 1970年代製造の蛍光ランプ
- ダストロン - 掃除機。ワンタッチでゴミをゴミ箱に捨てられる。
- ミセスコート - 1980年代初頭製造の換気扇
- ZOLVA - 1980年代初頭に登場した電気シェーバー。回転式と往復式が存在した。
- ズボンプレッサー - ズボン畳める
- くるりん - 女性用カールブラシ
- インテリアAV - カラーテレビ
- PASOPIA7 - パーソナルコンピュータ
- やぐらこたつ - 1960年代〜1970年代に発売した、赤外線とシーズ線の2つの熱源を採用した家具調こたつ。こたつの使用者から「（足の）水虫が治った」との声が多数寄せられた。
- 新かくれんぼヒーター - 家具調こたつ
- パーソナル - 1975年発売の窓用クーラー。CMキャラクターはフランキー堺が務めた。
- VEGETA（ベジータ） - 冷凍冷蔵庫（定格内容積400L以上で、うるおい補給野菜室・まんなか野菜レイアウト・野菜そのまま冷凍を採用した機種に用いる）
- マジック大容量 - 冷凍冷蔵庫（前述の「VEGETA」の後継モデル。2013年モデル「VEGETA」とほぼ同じ寸法で大容量化を実現している。現在は605LモデルのGR-H610FVのみ）
- 石窯ドーム - 過熱水蒸気オーブンレンジ・スチームオーブンレンジ
- 石窯オーブン - スチームオーブンレンジ・オーブンレンジ（かつては過熱水蒸気オーブンレンジにも用いられていたが、順次「石窯ドーム」に移行、スチームオーブンレンジは2014年モデルのER-M6の発売により再設定される）
- かまど炊き - IH保温釜。真空タイプのVRHシリーズは「真空かまど炊き」、真空圧力タイプのVSHシリーズ・VXHシリーズ・VPHシリーズは「真空圧力かまど炊き」を名乗る。
- ZABOON（ザブーン） - 洗濯機。ドラム式洗濯乾燥機が中心だが、2013年2月から縦型洗濯乾燥機、全自動洗濯機の各最上位モデルにも用いられるようになった。
- La・Coo（ラクー） - コードレスアイロン。現行モデル全機種「美（ミ）ラクルベース」を採用しており、「美ラクル La・Coo」を名乗る。
- TORNEO（トルネオ） - クリーナー。分離集塵方式「デュアルトルネードシステム」を搭載したサイクロン式（VC-C3A/C3）は「TORNEO mini」、12気筒「バーティカルトルネードシステム」を搭載したサイクロン式（VC-S214/SG314/SG413/SG513）は「TORNEO V」をそれぞれ用いる。2014年9月には「Smarbo（スマーボ）」で展開していたロボットクリーナーを組み込み、「TORNEO ROBO（VC-RV1/RVD1/RCX1）」を新たに発売した。
- 大清快（だいせいかい） - エアコン
- SIENT（サイエント） - 扇風機（DCインバーターモーター搭載のリビング扇に用いる）
- IMPULSE（インパルス） - アルカリ乾電池。ニッケル水素電池の「充電式IMPULSE」もラインナップする。2013年10月にはより性能を高めた「The IMPULSE」・「充電式 THE IMPULSE」を追加。
- アルカリ1 - アルカリ乾電池。「IMPULSE」に移行のため、OEM製品（企業ユーザー）専用商品となった。
- キングパワー - マンガン乾電池。現行品は亜鉛ペレット成形の際に添加する鉛を別の物質に置き換えたことで鉛不使用（9V形を除く）を実現した環境配慮型の「キングパワークリーク」である。昭和30年代から使用されている。
- REGZA（レグザ） / REGZAケータイ / REGZA Phone - ハイビジョン液晶テレビ・ラックシアター・ブルーレイレコーダー/プレーヤー・ハイビジョンレコーダー・タブレット端末・ワンセグ対応携帯電話・スマートフォン[注 15]
- もちっ子 - 家庭用餅つき機。一部秋冬限定製品。1980年代に同社提供のテレビアニメ「サザエさん」を起用したテレビCMが放送されたことがある。
- dynabook（ダイナブック）2020年にシャープに売却 / dynabook Qosmio（コスミオ）＝現在は消滅 / dynabook KIRA（キラ）＝現在は消滅 / dynabook Satellite（法人向け）＝現在は消滅 - ノートパソコン
- dynabook REGZA PC（レグザ ピーシー）2020年にシャープに売却。 - Qosmio Dシリーズの後継機となるAV機能に特化した個人向け一体型省スペースTVデスクトップだが現在は消滅
- EQUIUM（エクイアム） - 2020年にシャープに売却。法人向けデスクトップパソコン

## 経営理念・コーポレートスローガン
東芝グループ経営理念
「人と、地球の、明日のために。」
コーポレートスローガン
「For a new day. 未来を作る人がいる。」
コーポレートブランドタグライン
現在は使用なし（2006年 - 2018年：「TOSHIBA Leading Innovation>>>」が社標の一部として使用されてきたが2018年に東芝グループ理念体系の見直しにより廃止となった。）
コーポレートイメージキャラクター
有村架純 - かつては東芝クライアントソリューション（現在のDynabook）、東芝映像ソリューション（現・TVS REGZA）、東芝メモリ（現・キオクシア）のイメージキャラクターも務めていたが、グループ再編により現在はコーポレートCMの出演のみ。
過去のキャッチコピー
- 電球から原子力まで電気の総合メーカー東芝
- 明日をつくる技術の東芝
- E&E（エネルギーとエレクトロニクス）の東芝
- 先端技術を暮らしの中へ…E&Eの東芝（業務用製品のカタログでは「暮らしの中へ」が「オフィスへ」などに変わる）
- 人と、地球の、明日のために。東芝グループ
- あっ!TOSHIBA
- TOSHIBA For Your NO1

1970年代から1980年代には松下電器（現・パナソニック）のテーマソング「明るいナショナル」に対抗して「光る東芝の歌」のテーマソングが東芝日曜劇場（現・日曜劇場）などの東芝一社提供スポンサー番組の冒頭に流されていた。現在でも、社会人野球の応援歌として使用されている。
また、家電商品については「FOR BETTER LIFE」（個性ゆたかに 東芝の提案）というアイキャッチが1980年代に使用されていた（末期には「FBL」商品に変わった）。

## 主なテレビ・ラジオCM提供番組

### 現在放送中（2022年2月時点）
スポット提供のみ
- 新・情報7DAYS ニュースキャスター（TBS、長年続いた大正製薬から引き継いだ）
- VOICE愛（RSK山陽放送、岡山、香川ローカル）
- プレバト!!（MBS制作・TBS系）（2023年3月以降）

### 過去
- 東京ダイヤル（第1期、1957年4月1日 - 1959年12月26日）- ラジオ東京
- 東芝提供 今日の出来事（番組は2006年9月29日に放送終了） - 日本テレビ
  - 番組開始当初は東芝の単独協賛スポンサーによるもので、タイトルに「東芝提供」、また本編の項目タイトルにも右下に「東芝」のクレジットが入っていた。
- サンデープレゼント - 日本テレビ。1961年まで一社提供だが、それ以降は東芝を除く複数社提供に変更。
- 奥さまは大スター - 日本テレビ
- 嫌い!好き!! - 日本テレビ
- 光速エスパー（1967年8月1日 - 1968年1月23日に放送） - 日本テレビ（特撮番組。「サザエさん」の前に東芝のイメージキャラクターとして多用されたほか、電動鉛筆削り器の名前に「エスパー」が使われていた）
- マキシンの東芝ハレハレ555（1970年4月 - 1975年3月） - 九州朝日放送
- 東芝ファミリーホール特ダネ登場!?（1970年10月 - 1979年9月に放送） - 日本テレビ
  - 謎のカーテン!?（1979年10月 - 1980年10月に放送） - 日本テレビ
  - 逆転クイズ スーパービンゴ（1980年11月 - 1981年3月に放送） - 日本テレビ（この番組の打ち切りをもって単独提供を降りる）
- 東芝アラカルトサロン・しあわせの味 （1973年4月7日 - 1976年12月25日に放送） - 讀賣テレビ・日本テレビ
- 土曜ワイド劇場 （1977年7月2日 - 2017年4月8日に放送）- テレビ朝日
- ヘッケルとジャッケル - KRT（現：TBS）。この後フジテレビでも放送されるが、当社は提供せず。
- 東芝土曜劇場（1959年 - 1964年） - フジテレビ
- 東芝ワールドクイズ（1964年7月 - 1965年4月） - フジテレビ
- ヨーイドン - フジテレビ
- 忍風カムイ外伝（1969年4月6日 - 9月28日に放送） - フジテレビ。東芝初の一社提供国産アニメで、この後の『サザエさん』につながる。初回放送当時はOPに「光る東芝の歌」を使用していた。
- TBSラジオ エキサイトベースボール - 1960年代に「東芝ナイター中継」という題名のプロ野球中継に協賛。
- 東芝ヒット・パレード - TBSラジオ（東芝レコードのレコードを用いた音楽番組。1950年代後半 - 1960年代前半に放送）
- フレッシュイン東芝 ヤング・ヤング・ヤング - ニッポン放送・NRN（かつて1961年11月から1973年6月にかけて放送されていたラジオ番組）
  - マイマイカンパニー - ニッポン放送・NRN（1973年10月 - 1974年3月）
  - 青春ど真ん中 - ニッポン放送・NRN（1974年4月 - 1975年3月）
  - 東芝 拝啓!青春諸君 - ニッポン放送・NRN（1976年10月 - 1984年3月。ニッポン放送では、大入りダイヤルまだ宵の口 → くるくるダイヤル ザ・ゴリラ → もてもてスクランブルBEGIN the OJIN内で放送）
  - KIDS IN TOSHIBA かぼちゃークラブ - ニッポン放送・NRN（1984年4月 - 1985年10月。ニッポン放送ではヤングパラダイス内で放送）
- 東芝ワイドワイドサンデー - ニッポン放送（1970年3月 - 1972年6月）
- 東芝 ステレオ・サンデー・ミュージック（FM東京、1970年4月 - 1990年3月）後年にはタイトルを「Toshiba Sunday Music」に改めている。
- プレミア3 - TOKYO FM・JFN（1990年4月1日 - 1992年3月） 山下達郎、坂本龍一、氷室京介の3人が週替わりでパーソナリティを務めたラジオ番組。
- SPORTS BOX（東芝スポーツボックス）（テレビ東京制作、テレビ愛知・テレビ大阪に同時ネットのスポーツロケ企画番組。国内外で行う珍レース・名レースの数々を企画制作。1980年代中期頃に放送）
- 東芝今朝一番 - STVラジオ・ニッポン放送・東海ラジオ・ABCラジオ・KBCラジオ（各局で朝ワイド番組内で放送されていた、企画ネットの情報番組）
- TOSHIBA Presents SHOGOのオールナイトニッポン - ニッポン放送・NRN（パーソナリティは175RのSHOGO。東芝1社提供ではないが、東芝がメインスポンサーのため、「TOSHIBA Presents」の冠が入っている。2005年にメインスポンサーから降り、大塚製薬に交代し、「POCARI SWEAT Presents」となる）
- 永沢君（TBS）
- TOSHIBA presents 福山雅治のオールナイトニッポンサタデースペシャル・魂のラジオ - ニッポン放送・NRN（2009年9月 - 2014年9月、一部地域のみ冠スポンサーとして提供。2014年9月を以ってスポンサーから降板し、以降はジャパネットたかたが冠スポンサーとなる）
- 東芝日曜劇場→日曜劇場 - TBS
  - 2002年9月まで一社提供、同年10月からは東芝を除く複数社提供となり、後任は花王とトヨタ自動車とNTTドコモとアサヒビールとアサヒ飲料に交代。一時降板し、2009年10月からスポンサーに復帰したが、トヨタ自動車から引き継いだ。経営合理化の為、2018年3月をもってスポンサーを再度降板した[189]。現在はSUBARUに交代。
- サザエさん - フジテレビ
  - 1998年11月8日から東芝を含む複数社提供となる[注 16]。宇野ゆう子が歌唱する主題歌の発売元も東芝音楽工業（現・ユニバーサル ミュージック）である。
  - 以前は「サザエさん=東芝」というイメージが定着していたが、一社提供から外れたことにより、徐々にイメージは薄らいでいるものの、それでも特に年配者を中心に「サザエさん=東芝」のイメージは強く残っていた。東芝が『サザエさん』の単独スポンサーから降りた理由としては、バブル崩壊後の不況と『サザエさん』の高視聴率を見込んで他のスポンサーからの番組提供希望が多かったことに対し、その提供枠を譲るために東芝が単独提供枠から一部を譲渡したためであると言われている。その後は字幕放送の形で放送していた。TBS「日曜劇場」と同様、2018年3月でスポンサーを降板した[189]。白物家電事業を中国資本に売却しており、一般消費者への宣伝効果を意識する必要性が薄れていたことを理由としている。[190]
- ヤッターマン - 読売テレビ制作 ※コラボCMも放映されていた
- 水曜ロードショー→金曜ロードショー - 日本テレビ
- トップテンシリーズ（ザ・トップテン→歌のトップテン） - 日本テレビ
- チョット待った!! - フジテレビ
- トリビアの泉 〜素晴らしきムダ知識〜 - フジテレビ
- 木曜劇場 - フジテレビ[191]
- 日曜洋画劇場 - テレビ朝日
- みのもんたの朝ズバッ! - TBS
- そうだったのか!池上彰の学べるニュース - テレビ朝日
- NEWS ZERO - 日本テレビ（隔週）
- スッキリ!! - 日本テレビ（隔週） ※「NEWS ZERO」から移動
- クイズプレゼンバラエティー Qさま!! - テレビ朝日
- 姉ちゃんの恋人 - 関西テレビ ※長年続いたダイハツから引き継いだ。後任はSky株式会社。
- 月10ドラマ（関西テレビ）※ジャパネットたかたから引き継いだ、再びの現在はジャパネットたかたに交代。

この他、テレビ宮崎で平日 16:30に「東芝こどもマンガ劇場」（アニメの遅れネット枠）を「宮崎東芝会」名義で提供していた。

## 主なスポーツ協賛
- 2006FIFAワールドカップ・ドイツ大会の「オフィシャルITパートナー」であった。パソコン、PCサーバーなどのIT機器の提供、その保守体制の構築をサポートした。（東芝の「オフィシャルITパートナー」は2002年開催の日本・韓国大会に引き続き2大会連続）であった。
- ラグビーワールドカップ2007でも「オフィシャルエレクトロニクススポンサー」を務めた。
- 2009年10月29日に開かれた、プロ野球ドラフト会議では、初の冠協賛企業となった。
- 2008年より阪神甲子園球場のバックネット裏前列にあるフィールドシートの命名権を取得して「TOSHIBAシート」とし、同時に球場そのもののオフィシャルスポンサーとなっている。

なお、かつてオリンピックのスポンサーに立候補したものの、全て松下電器（現：パナソニック）に権利を奪われたという前歴がある。

### 東芝ビジネスエキスパート（TBEX）直営のスポーツチーム
- 東芝ブレイブルーパス東京（社会人ラグビー。ジャパンラグビーリーグワン所属。旧チーム名：東芝府中ブレイブルーパス。）
- ジャパンセミコンダクター大分ラグビー部（社会人ラグビー。トップキュウシュウBに所属。旧チーム名：東芝大分ラグビー部。）
- 東芝野球部（社会人野球。『ブレイブ・アレウス （BRAVE AREUS）』という愛称を持つ。）
- 東芝FCイーグルス（社会人サッカー。神奈川県社会人サッカーリーグ所属。前身は東芝堀川町サッカー部。）

### 過去に運営、存在していたスポーツチーム
- 北海道コンサドーレ札幌（プロサッカー。Jリーグ1部所属。前身は東芝堀川町サッカー部。）
- 岡山シーガルズ（社会人バレーボール。Vリーグ所属。前身は女子バレーボール部「東芝シーガルズ」。）
- 東芝レオスパークルズ（社会人バスケットボール。1999年に廃部。本社直営の女子バスケットボール部であった。）
- 東芝川崎事業所ラグビー部（社会人ラグビー。かつて川崎事業所にあったラグビー部。第1回全国社会人大会に出場した。）
- 東芝青梅ラグビー部（社会人ラグビー。2012年に廃部。）
- 川崎ブレイブサンダース（プロバスケットボール。B.LEAGUE B1所属。前身は本社男子バスケットボール部「東芝ブレイブサンダース神奈川」。）
- 東芝LSI杵築陸上競技部（前身は東芝杵築陸上競技部。1998年別府大分毎日マラソン優勝の清水昭らが所属。2008年に廃部。）

## 不祥事

### 不正会計

#### 所得隠し
2009年7月2日、東芝と子会社の東芝メディカルシステムズによる11億円の所得隠しが、国税庁東京国税局の税務調査で発覚し、追徴課税を約4億5000万円支払うこととなった。
2011年12月にも、同社子会社の東芝コンシューママーケティングで、国税庁東京国税局の税務調査により、2010年3月期に於いて約9億円の所得隠しが発覚し、東芝は同国税局に対し修正申告に応じた。

#### 粉飾決算事件
2015年7月20日、第三者委員会の報告書により、経営幹部の関与による2009年3月期から2014年4 - 12月期で、計1518億円の利益を水増しする粉飾決算を行っていたことが報告された。
この粉飾決算については、マスメディアでも大きく報道された。
翌7月21日には田中久雄が社長を辞任するほか、副会長で前社長の佐々木則夫、相談役で前々社長の西田厚聰ら7人が取締役を辞任することが発表されるなど、歴代3社長含む経営陣が7年間に渡り、この事件を主導してきたとして東芝株主からも株主代表訴訟で訴えられている。
粉飾の対象は、コモディティ化で利益の出にくくなったパーソナルコンピュータ事業、リーマンショックで落ち込んだ半導体事業、2006年に54億ドルで買収したウェスチングハウス・エレクトリック・カンパニーの原子力発電所事業（2011年3月の福島第一原子力発電所事故の影響で新規受注が落ち込んだ）が発覚している。これらの事業の不採算によって財務体質が悪化し、赤字をごまかすために粉飾決算を行った。
粉飾決算の発覚を引き金に、2016年の第1四半期決算において経営難に危り、1万4千人規模の人員削減と注力部門への異動、不採算事業からの撤退といったリストラを行った。不採算事業である家電、パソコン、LED照明やCMOSイメージセンサからは撤退し、発電機などの「エネルギー事業」、フラッシュメモリやSSDなどの「ストレージ事業」、およびエレベーターなどの「社会インフラ事業」に注力する方針であると報道された。経営再建の切り札として、医療機器子会社の東芝メディカルシステムズがキヤノンに売却され、債務超過は回避された。
しかし、年度内に売却資金を得るために急遽利用した売却スキームが「私的独占の禁止及び公正取引の確保に関する法律」の「脱法行為」ではないかと問題視され、キヤノンと落札を争っていた富士フイルムホールディングスが「グレーな手法」と批難したが、売却は公正取引委員会に承認された。また、家電部門は中華人民共和国の美的グループに売却され、パソコン部門は切り離しVAIOに統合する協議が進められていた（2016年4月に解消）。
2016年3月期決算では、事業会社で最大となる7,191億円の連結営業赤字となり、4,832億円の最終（当期）赤字となった。
2017年1月、証券取引等監視委員会より、前述の3社長により2014年3月期までの3年間で、総額400億円規模の金融商品取引法違反があるという調査結果が発表された。2017年3月15日から、東京証券取引所と名古屋証券取引所より監理銘柄に指定された。
東芝や個人株主が旧経営陣15人に対し、東芝に損害賠償するよう求め提訴し、2023年3月28日、東京地裁は佐々木則夫、田中久雄の両元社長ら5人に1億～3億円の賠償を命じた。
株価が下落し損失が生じたとして、個人株主244人が東芝と旧経営陣に計約7億2200万円の損害賠償を求めた訴訟の判決で、2024年3月22日、東京地裁は東芝に174人へ計約4805万円を支払うよう命じた。旧経営陣に対する賠償請求は棄却した。

### 株主総会の公平な運営の妨害
2020年7月の東芝の定時株主総会において、東芝が大株主であるエフィッシモ・キャピタル・マネジメント等をアクティビストとみなし、エフィッシモの株主提案提出を妨げようとしたり、東芝が株主総会で有利となるよう、経済産業省と結託し、外国為替及び外国貿易法を使ってアクティビスト株主を排除しようとし、他の株主の議決権行使に影響を与えようとした件において、会社法に基づく調査報告書は、東芝の株主の権利が制限され、株主総会の公平な運営が妨げられたと結論づけた。
報告書を受けた東芝は2021年6月14日、同25日開催の株主総会での会社側の社外取締役候補である太田順司、山内卓両氏の再任案を取り下げ、豊原正恭副社長、加茂正治上席常務の退任も決めた。
それに先立ち、東芝の監査役会は、以前から東芝経営陣に法的助言をしていた西村あさひ法律事務所に、監査役会の補助者として調査を受任し、西村あさひは株主総会での不当な圧力の証拠は認められないと結論づけており、上記の会社法に基づく外部弁護士の調査報告書とは逆の結果を出していた。
コーポレートガバナンスに詳しい複数の弁護士は、西村あさひは東芝経営陣に本件の以前から法的助言をしており、利益相反を避けるために、そもそも西村あさひは調査を受任するべきでなかったと批判した。

### 副社長による交際費の不正処理
2023年2月、柳瀬吾郎代表執行役副社長COOが2019年に東芝子会社役員を務めていた際、交際費の不適切な処理があったとして、辞任した。

### 労働問題
- 東芝が東京電力、東北電力から原子力発電所の定期点検を請け負った際、18歳未満のアルバイト6名が原子力発電所内の放射線管理区域で働いていたことが明らかになった。6名はいずれも住民票を偽造して年齢詐称し就労していた。東京電力福島第一原子力発電所、東北電力女川原子力発電所・東通原子力発電所の3発電所の定期点検にて、東芝の下請け会社が6名のアルバイトを働かせていたため。こうした行為は、下請け企業の労働基準法違反であるとみなされた[219]。
- 2014年には、過労うつ病の女性社員の解雇裁判で、東芝の解雇の無効と東芝に全面的に過失があるとする最高裁判決が出ている（最高裁判決平成26年3月24日第2小法廷）[220]。この裁判では、東芝は会社ぐるみで口裏を合わせる等、原告の業務内容を隠蔽工作したり[221]、原告のウェブサイトによれば、会社の寮に住んでいた原告に対して、組織ぐるみの嫌がらせが行われたとされている[222]。

### その他の事件

#### ドリームランドモノレール裁判
東京芝浦電気（当時）が車両設計を担当したドリーム開発ドリームランド線が、開通翌年の1967年に車両の設計不良が原因で営業休止を余儀なくされたため、ドリーム開発が当社と三井物産を相手に損害賠償請求の民事訴訟を提起。結果として当社は26億円の損害賠償を支払った。

#### 東芝クレーマー事件
1999年に東芝製ビデオデッキの不調を訴えて購入者が修理を依頼したところ、東芝の担当者が購入者を｢クレーマー｣と言ったことから、購入者が自らウェブサイトを開設してやり取りを秘密録音した音声ファイルを公開。これが2ちゃんねるなどで話題となり炎上し、ネット社会におけるカスタマーサービスのあり方に一石を投じる事件となった。

#### 顧客情報流出
2007年6月、東芝テックがポイントカード業務を請け負っていた松坂屋ストアとパレ（ともに愛知県名古屋市）の顧客情報（住所、氏名、電話番号、会員番号など）合計3万0901件を、ファイル共有ソフト「Share」経由でコンピュータウイルスに感染させ、インターネット上に流出させた。